# Древний Египет
Дре́вний Еги́пет (от др.-греч. Αἴγυπτος и лат. Aegyptus) — название исторического региона и культуры значительной цивилизации Древнего мира, существовавшей на северо-востоке Африки вдоль нижнего течения реки Нил. Сами древние египтяне называли свою страну Та-Кемет (транслит. егип. tꜣ-kmt), Та-мери (tꜣ-mrj), Та-уи (tꜣwj); а копты — Ке́ми (копт. Ⲭⲏⲙⲓ).
История Древнего Египта насчитывает около 40 веков и подразделяется исследователями на додинастический период (относится к финалу доисторического периода, краткий обзор которого также приводится в статье), династический период (основной этап существования египетской цивилизации протяжённостью около 27 веков), эллинистический период (синтез с греко-македонской культурой под властью династии Птолемеев), римский период (в составе древнеримского государства, как одна из важнейших провинций Римской империи). Временные границы существования древнеегипетской культуры, принятые исследователями, охватывают период с середины IV тысячелетия до н. э. до IV век н. э. Византийско-коптский период (в составе Византии) хотя и относится уже к раннему средневековью, при этом также иногда рассматривается в рамках изучения Древнего Египта. Временные границы начинаются с IV века и заканчиваются арабским завоеванием в VII веке.
Возвышение древнеегипетской цивилизации в большой степени было результатом её способности адаптироваться к условиям речной долины и дельты Нила. Регулярные ежегодные разливы, удобряющие почву плодородным илом, а также организация ирригационной системы земледелия позволяли производить зерновые культуры в избыточном количестве, обеспечивавшем социальное и культурное развитие. Концентрация людских и материальных ресурсов в руках администрации способствовала созданию и поддержанию сложной сети каналов, появлению регулярной армии и расширению торговли, а с постепенным развитием горнодобывающего дела, полевой геодезии и строительных технологий давала возможность организовывать коллективные возведения монументальных сооружений. Принуждающей и организующей силой в Древнем Египте был хорошо развитый государственный аппарат, состоявший из жрецов, писцов и администраторов во главе с фараоном, который часто обожествлялся в сложной системе религиозных верований с развитым культом погребальных обрядов.
Древний Египет оставил огромное культурное наследие для мировой цивилизации, произведения его искусства ещё в древности вывозились в различные уголки мира и широко копировались мастерами других стран. Своеобразные архитектурные формы — величественные пирамиды, храмы, дворцы и обелиски вдохновляли воображение путешественников и исследователей в течение многих столетий. Египетскими мастерами создавались прекрасные настенные росписи и статуи, были освоены способы производства стекла и фаянса, поэтами и писателями созданы новые формы в литературе. В числе научных достижений древних египтян было создание оригинальной системы письма, математика, практическая медицина, астрономические наблюдения и возникший на их основе календарь. Интерес к памятникам, артефактам и археологическим раскопкам в Древнем Египте, возникший на рубеже XVIII—XIX веков, привёл к созданию науки египтологии и возникновению направлений искусства (египтомания, египтизирующий стиль).

## Название

### Этимология
В языки народов Европы название «Египет» пришло от древних греков и звучало как «Айгиптос» (др.-греч. Αἴγυπτος). Происхождение этого топонима точно не известно, но имеется несколько его объяснений в эллинской традиции:
1. Древнегреческая мифология — наименование страны «Айгиптос» восходит к царю по имени Эгиптос (русский вариант написания — Эги́пт, Еги́пт, Еги́пет)[~ 1], покорившему некое племя меламподов в долине Нила и давшему ей своё имя — Эгиптос[4]. Вероятнее всего, впрочем, этот мифический персонаж был позднее персонифицирован древними греками от уже имеющегося названия страны. Некоторые античные авторы упоминающие Эгипта: Псевдо-Аполлодор[5], Гесиод[6], Гекатей Милетский[7], Павсаний[8].
2. Предположительная историческая этимология — древнегреческое слово «Айгиптос» образовано от одного из названий египетской столицы Раннего и Старого царств — Хут-ка-Птах (др.-греч. Мемфис). Это название означало «Усадьба души бога Птаха» (транслит. егип. ḥwt-kꜣ-ptḥ)[~ 2], центрального храма в городе, верховным божеством которого был Птах. Затем название стало обозначать и сам город Мемфис — столицу Нижнего Египта, а впоследствии — весь Египет[3].
3. Также вероятна связь происхождения названия страны и названия реки Нил. Так, например, у Гомера «Эгиптос» означает реку (Нил) и только потом страну, сотворённую этой рекой[4][9]:403.

Вне зависимости от происхождения названия Египта, дальнейшее его распространение связано с эллинизацией региона Средиземноморья, где вместе с культурным влиянием греков распространялись их географические представления и топонимы. Позже это название переняли от них римляне — лат. Aegyptus (классическое произношение — Эгиптос, традиционное — Эги́птус), и через латинский язык, оно перешло в общеевропейскую традицию.

### Другие названия

#### Самоназвание
Употребление топонима «Египет» при описании династического периода является условным, так как оно принято историками позднее от древнегреческого названия региона и культуры на берегах реки Нил. Сами древние египтяне давали своей стране разные, несколько аллегорические наименования, часто олицетворявшие её плодородие — Та-Кемет, то есть «Чёрная земля» (имелась в виду плодородная «чёрная земля» берегов Нила, в противоположность «Красной земле», окружавшей пустыни) или Та-мери, то есть «Земля возлюбленная». Другое самоназвание — Тауи, то есть «Две земли», вероятно, могло символизировать объединение двух частей Египта — Долины (верховья Нила) и Дельты (низовья Нила). В древнеегипетских текстах также можно встретить поэтические наименования страны — «Земля Сикомора», «Земля ока Хора» и другие.

#### Экзотопонимы
Контактируя с египтянами, их соседи давали свои названия стране на нильских берегах:
- Муцур, Мисри (аккад. 𒈬𒀫 Muṣur, 𒈪𒄑𒊑𒄿 Miṣriʾi) Нижний Египет и Урису (аккад. Uriṣṣu) Верхний Египет — у ассирийцев.
- Мицра́им (др.-евр. מִצְרַיִם‬, Mitzráyim) — у древних евреев. Название означает двойственное число от слова мецар (מֵצַר‬) — «теснина», «узкий проход», «перешеек». Отсюда также в переносном смысле: несчастье, бедственная ситуация, из которой сложно найти выход. Согласно библейской традиции, имя связано с одним из сыновей легендарного еврейского прародителя Хама — Мицраимом, от которого якобы произошли египтяне, некоторые ливийцы, филистимляне, кафториты (Быт. 10:13-14);
- Мудрайя (др.-перс. 𐎸𐎭𐎼𐎠𐎹) — название на языке древних персов.
- Миср/Маср (араб. مصر‎) — у арабов[~ 3]. Это название могло возникнуть ещё в династический период, от арабского слова, означающего населённое место и город; вероятно, арабо-семитские племена могли издревле отмечать густонаселённость Египта. Другой вариант этимологии связан уже со средневековым Египтом; согласно ему, название происходит от слова массара — «заселять», «колонизовать» (по этой гипотезе название использовали только с VII века, когда арабы создавали в Египте свои поселения-колонии).

## География
Древнеегипетская цивилизация зародилась на берегах реки Нил, и её процветание во многом было связано с его сезонными разливами (разлив Нила с июня по ноябрь), способствовавшими земледелию. Нил, преодолев теснины в районе первых порогов (южная граница Древнего Египта), течёт по промытой в плато северо-восточной Сахары, узкой и длинной долине. Обычная ширина долины 10-20 км, но местами она сужается до ширины потока, на западе она окаймлена Ливийской пустыней, на востоке — Аравийской. Скалы по краям долины довольно отвесны и могут достигать 180 м, примерно через 900 км они расходятся в стороны — на запад к плоскогорью Барка в Киренаике и на восток — к Красному морю. Далее река веерообразно разбивается на рукава, и примерно через 200 км они впадают в Средиземное море (северная граница Египта), образуя треугольную дельту. Общий перепад высот реки довольно небольшой — в верховьях 91 м (у Асуана), а в дельте самая высокая точка — 12 м над уровнем моря:44-45.
Собственно Древний Египет включал дельту Нила — историческую область Нижний Египет («Низина», «Дельта») и долину выше по течению Нила до 1-х порогов — Верхний Египет («Верховье», «Долина»), а также область Файюмского оазиса. Современная локализация этой территории соответствует Арабской Республике Египет, но совпадает только с теми губернаторствами (мухафазами) АРЕ, которые расположены вдоль Нила.

### Береговая линия
Море, омывающее страну на севере, древние египтяне называли Уадж-Ур (транслит. егип. wAD-wr, «Великая Зелень»):240, сейчас это Средиземное море, а точнее, его восточная часть, иногда называемая Кипрским морем. Египтяне долгое время не осваивали мореплавание из-за недостаточной пригодности тростникового флота и отсутствия освоенных побережий, свой вклад также вносило отрицательное мнение жрецов Хапи, считавших солёность моря проклятием. Вероятно, в доисторический период на месте современной дельты Нила находился морской залив, который в процессе опустынивания Северной Африки постепенно становился огромным болотом, и ко времени возникновения первых культур Древнего Египта побережье дельты представляло собой непроходимые заболоченные заросли тростника, разрезаемые многочисленными рукавами Нила (в древности основных было 8, сейчас 2). Также вдоль северного побережья Египта тянулась (есть и сейчас) цепочка солёных озёр лагунного типа, отделённых от моря узкими перешейками.
С периода античности название прибрежных вод Египта известно как Египетское море (лат. Aegyptium pelagus), которое где-то в районе Мармарики условно граничит с Ливийским морем (лат. Libycum mare). В V веке до н. э. Геродот считал протяжённость морского средиземноморского побережья Египта равной 60 египетским схенам (3600 стадий = 650—700 км), определяя его на западе от Плинфинского залива и до озера Сербонида на востоке:6. Страбон называл западной границей египетского побережья Катабафм, а восточной — пограничный город Сену (Пелусий) и считал длину береговой линии равной 3650 стадиям:6, 14. Античными авторами упоминались мелкие островки вдоль побережья — Антирродос, Педония, Тиндареевы скалы, Фарос, Энесиппия и др.
Побережье другого близлежащего от египтян моря — Красного — было ими освоено незначительно, впрочем, как и Средиземного до Птолемеев. Начиная с периода Среднего царства на западном красноморском берегу были основаны несколько городов, а также обживалась область вокруг Аравийского залива (современный Суэцкий залив), в которой в античный период возник порт Героополис. Берег Красного моря древние египтяне называли Та-Нутер, а само море называли Ше-Иару («Озеро Иару»):458, Па-йам аа эн Му-кеду (транслит. pA-jjm-aA-n-mw-qd, «Великое море нагорья/чужеземной страны „Перевёрнутой воды“»), а также могли называть его так же, как и Средиземное — Уадж-Ур.
Рассматривая береговую линию в древности, надо помнить, что уровень мирового океана сейчас постоянно повышается, и чем древнее изучаемая эпоха, тем несколько дальше от современного берега проходила граница между морем и сушей. Для Красного моря это означает, что оно было у́же и мельче:155, но это не будет полностью верно по отношению к береговой линии Средиземного моря, так как Нил своими наносами, наоборот, со временем отодвигает границу суши:45.

### Рельеф, почвы, полезные ископаемые
Основным ландшафтом Древнего Египта была равнина, хотя в Верхнем Египте и весьма узкая, но в Нижнем довольно просторная. В скалах, на возвышенностях и пустынях на западном побережье (посвящённом богу пустыни Сету), конечно, велась какая-либо деятельность — строились культовые и погребальные комплексы, оборонительные сооружения, но сосредоточением обитания и хозяйствования египтян всё же была именно долина и дельта реки Нил. Восточное побережье Нила под влиянием практически постоянных северо-западных ветров со Средиземного моря и следующих им речных испарений имеет более мягкий климат, соответственно некрополи, согласно культу предков призванные сохранять мумии нетленными, там отсутствуют. Особенностями почвы Египта является то, что она представляет собой речные наносы, гумус, богатый калием, что значительно благоприятствовало её плодородию, и такая почва была легка в обработке.
Египет был богат строительным и декоративным камнем, медью с Синайского полуострова и свинцовыми рудами, золотом Нубии и полудрагоценными камнями. Эти природные ресурсы позволяли древним египтянам строить памятники, возводить статуи, изготовлять орудия труда и ювелирные изделия. Бальзамировщики получали из Вади-Натрун соли калия и натрия для мумификации и гипс для изготовления штукатурки. Рудоносные скальные образования, найденные в отдалённых негостеприимных вади в Восточной пустыне и Синае, требовали больших, контролируемых государством экспедиций для получения природных ресурсов, найденных там. В Нубии велась обширная золотодобыча; одна из первых известных карт — карта золотых жил в этом регионе. Вади-Хаммамат был знаменит своим гранитом, граувакком и золотом. Кремень был первым минералом, который собрали и использовали для изготовления орудий труда; кремнёвые рубила являются самыми ранними доказательствами заселённости долины Нила:28. Древние египтяне были одними из первых, кто использовал такие минералы, как сера, в качестве косметических веществ.
Египтяне разрабатывали месторождения свинцовой руды, галенита, в Гебель Росас, чтобы сделать грузила для сетей, отвесные поплавки и небольшие фигурки. Медь была самым важным металлом для изготовления инструментов в древнем Египте; её выплавляли в печах — из малахитовой руды, добываемой на Синае. Рабочие добывали золото, промывая самородки из осадка в аллювиальных отложениях, или путём более трудоёмкого процесса — шлифования и промывки золотосодержащего кварцита. Железные месторождения, найденные в Верхнем Египте, были разработаны в Поздний период:166. Высококачественный строительный камень был в изобилии в Египте; древние египтяне добывали известняк по всей долине Нила, гранит — в Асуане, базальт и песчаник — в вади Восточной пустыни. Восточная пустыня была усеяна месторождениями декоративных камней (таких как порфир, граувакк, алебастр и сердолик); их добывали ещё до Первой династии. Во время Эллинистического периода — шахтёры разрабатывали месторождения изумруда в Вади-Сикаит и аметиста в Вади-эль-Худи:51.

### Климат
В XX веке большинство исследователей, касавшихся темы климата древности (С. Reed 1959, Х. А. Кинк 1964, H. Lamb 1966), придерживалось теории его стабильности на Ближнем Востоке (в том числе и в Египте) за последние 5000 лет. Одним из первых выдвинул эту гипотезу Л. С. Берг в 1911 году. Тем не менее современная наука, по мере накопления новых данных и переосмысления старых, принимает и рассматривает другие гипотезы о формировании климата в Древнем Египте.
Теория К. В. Бутцера. Первые обоснованные сомнения в стабильном климате Древнего Египта высказал К. В. Бутцер в 1958—1959 годах, предположив изменчивость природно-климатических условий на берегах Нила. Им было предположено три (в 1995 году он добавил четвёртый) засушливых периода в регионе — «зоо-экологических дисконтинуума», оказавшие значительное влияние на экосистему и образ жизни населения долины Нила:
1. ок. 3600 года до н. э. (кон. периода Негада I) — резкое сокращение осадков (до 50 мм в год) в Северо-Восточной Африке;
2. 2850—2600 годов до н. э.;
3. 2480/2400—2000 годов до н. э.;
4. ок. 1300 года до н. э.[25]

### Прочее
В послеледниковый период климат Египта становился всё более сухим и жарким; саванны исчезали, превращаясь в пустыни. При этом долина Нила была, в сущности, гигантским оазисом. Особенностью водного режима Нила, предопределившей развитие Древнего Египта, явились его периодические разливы, достигающие наивысшего уровня осенью. Почвы нильской долины, представлявшие собой отложения плодородного ила, были благоприятны для земледелия — поэтому населявшие Египет племена рано перешли к сельскохозяйственному производству.
К югу от Египта обитали темнокожие племена, говорившие на языках кушитской ветви семито-хамитских языков (нубийские племена); нубийцы занимались скотоводством и земледелием. Южнее, в пределах Судана, обитали негритянские и пигмейские племена. Земли к западу от Египта были населены ливийцами, говорившими на языках берберо-ливийской группы семито-хамитских языков. Ливийцы занимались преимущественно охотой и скотоводством; земледелие у них было развито слабо. На северо-восток от Египта жили семитические племена скотоводов.
Весь Египет с раннединастического периода делился на две больши́е области: Верхний и Нижний Египет. Они, в свою очередь, имели по несколько десятков областей, которые греки назвали номами. В каждом номе имелся свой главный город и почитались местные боги.
Экономика Египта основывалась на продуктивном сельском хозяйстве в плодородной долине Нила.

## Изучение Древнего Египта
Можно выделить следующие три основных источника знаний о Древнем Египте:
- Тексты, написанные греческими писателями. Наиболее известными авторами, писавшими о Египте, были Геродот (V век до н. э.), Гекатей (IV—III в. до н. э.), Диодор Сицилийский (I в. до н. э.), Страбон (I в. до н. э. — I век н. э.). Данные источники страдают неполнотой и включают довольно большое количество недостоверных сведений, что является следствием неполных сведений о Египте и его культуре у греков. Сюда же можно включить написанную на греческом языке историю Египта, автором которой является египетский жрец Манефон. Этот источник был написан в конце IV века до н. э. уже после того, как Египет был завоёван Македонией. Манефон упоминает о 30 династиях, царствовавших в Египте, а также делит всю его историю на три периода: Древнее царство, Среднее царство и Новое царство. Труды Манефона дошли до современности лишь в более поздних списках еврейских и христианских авторов, и содержат искажения, вставки и исправления.
- Библия и иные еврейские религиозные книги, написанные начиная с XI века до н. э. К этим источникам относятся с осторожностью, так как они рассматривают историю Египта лишь в связи с историей еврейского народа, и поэтому являются неполными. Кроме того, оценки фактов истории Египта в данных источниках являются явно односторонними и тенденциозными.
- Наиболее важным источником являются документы, надписи и предметы, непосредственно исходящие из Древнего Египта. Прочтение древнеегипетских текстов стало возможно благодаря расшифровке египетской иероглифической письменности Жаном-Франсуа Шампольоном. До нашего времени дошло довольно много папирусов, содержащих записи самого различного характера, надписей на стенах зданий и памятников, рисунков на гробницах и иных сооружениях, а также предметов быта, религиозного культа и произведений искусства. Эти источники содержат значительный объём сведений о египетском быте, государственной организации общества, религии, занятиях населения, внешней и внутренней политике Древнего Египта.

Началом научной египтологии принято считать публикацию Ж. Ф. Шампольоном 14 сентября 1822 г. «Письма к г-ну Дасье», в котором впервые в европейской научной традиции верно описывалась система египетского иероглифического письма. Впоследствии А. Эрман и его ученики поставили изучение египетского письма и языка на строгую научную почву. Систематические археологические раскопки в Египте во второй половине XIX века начали О. Мариет и Г. Масперо. Затем их работу продолжили П. Флиндерс, Г. Картер и многие другие археологи.
Спецификой большинства древнеегипетских источников является то, что они так или иначе связаны с погребальным культом. Наиболее хорошей сохранности дошли до нас погребальные памятники, которые создавались с использованием прочных и долговечных материалов (наиболее распространённый — камень), ведь от того, сколько просуществует заупокойный инвентарь египтянина, зависела его загробная жизнь. Предметы повседневной жизни египтян создавались из менее прочных материалов (порча которых к тому же усиливалась влиянием климата нильской долины) и сохранились в малых количествах. Немного памятников сохранилось из дельты Нила.

### Важнейшие археологические находки и их публикации
- 1893 — швейцарский египтолог А. Э. Навиль опубликовал текст Палермского камня (ок. XXV в. до н. э., Палермо, музей «Antonio Salinas»), важнейшей находки, своеобразного каменного списка-летописи, с перечислением некоторых правителей додинастического периода, а также фараонов Старого царства с I по V династии. Несколько позднее текст был дополнен из других, небольших по размеру, обломков этого камня (Каирский музей)[31].
- 1896 — французский исследователь Э. К. Амелино[англ.] обнаружил гробницы, которые, как он предполагал принадлежали «богам» и «полубогам», которые по древнеегипетским представлениям, якобы предшествовали на фараоновском престоле двум первым царским домам. В 1897 году немецкий учёный Курт Зете верно отождествил захоронения с I и II династиями (ок. XXXI—XXVII вв. до н. э.). Место — некрополь к югу от Абджу (Абидос, ок. селения Эль-Араба-эль-Мадфуна). Несколько позднее здесь работал английский археолог В. М. Флиндерс Питри, также обнаруживший несколько гробниц первых династий.
- 1897 — Жак де Морган обнаружил большую гробницу[32] и артефакты с именем первого полумифического объединителя Египта — Мени (Менеса). Место — селение Негада.
- 1900—1901 — английский исследователь Дж. Э. Квибелл обнаружил артефакты первых династий (памятники, посвящённые в местный храм). Место — Нехен (Иераконполь, селение Ком-эль-Ахмар).

### Важнейшие памятники
1. Розеттский камень помог Француа Шампольону расшифровать египетские иероглифы[33].
2. Анналы Тутмоса III — описание походов великого фараона-воителя XVIII династии.
3. Амарнский архив включает клинописные глиняные таблички с перепиской правителей Передней Азии в середине-конце XVIII династии. Обнаружены в конце XIX века близ местечка Эль-Амарна, где ранее располагалась резиденция фараона Эхнатона.
4. «Тексты пирамид» — древнейший письменный источник в истории человечества, в котором отражены представления о загробной жизни. Тексты пирамид — это сборник различных текстов из нескольких пирамид фараонов V—VI династий.
5. «Тексты саркофагов» — коллекция древнеегипетских погребальных заклинаний, высеченных на поверхности саркофагов. Впервые данные надписи появились во времена Первого переходного периода.
6. «Книга мёртвых» — сборник египетских гимнов и религиозных текстов, помещавшийся в гробницу с целью помочь умершему преодолеть опасности потустороннего мира и обрести благополучие в посмертии. Найденные с древними мумиями свитки арабы в начале — середине XIX века прозвали «Книгами мёртвых». Это название впоследствии утвердилось в европейской науке. Древние египтяне называли данные свитки «Книга о восхождении к свету» (или «Книга просветления»). В книге усопшему даются советы для победы над тёмными силами, чтобы перейти в загробную жизнь с богом солнца Ра.
7. «Палетка Нармера» и «Булава Нармера» относятся ко времени правления фараона Нармера, который смог объединить Верхний и Нижний Египет в единое государство. Нармер первым надел двойную корону объединённого Египта.
8. Папирус Весткар (также папирус Берлинского египетского музея № 3033) назван по имени первого владельца Генри Весткара. Первый полный перевод текста представил немецкий египтолог Адольф Эрман в 1890 году. Рукопись относится к эпохе гиксоского владычества и содержит литературное произведение Среднего царства — «Сказки сыновей Хуфу».

Кроме того, хорошими источниками служат городские и царские некрополи (в Саккара, Гизе, Дахшуре, Абидосе и др.), мумии, городская и подводная археология.

## История

### Каменный век

#### Палеолит
Следов деятельности ископаемых видов, относящихся к роду людей (Homo), на территории Египта обнаружено мало, но современная наука предполагает, что здесь пролегал основной маршрут расселения популяций человека прямоходящего (Homo erectus) из Восточной Африки в Переднюю Азию и далее. Его африканский подвид обозначается как человек работающий (Homo ergaster), но также существует альтернативная антропологическая теория (наиболее современная), согласно которой около 1,8 миллиона лет назад Homo ergaster и его потомки начали расселяться из Африки по всему миру, а Homo erectus выделился только в Восточной Азии. Неизвестны подробности этих миграционных процессов, но, по эволюционным меркам, они проходили довольно быстро — в Азии первые гоминиды появились уже около 1,6 миллиона лет назад. Фактические свидетельства проникновения в долину Нила древних людей эпохи нижнего палеолита связаны с артефактами ашёльской культуры — самые ранние найдены в Бир-Кисейба :6 (более 300 000 лет назад), в Наг-эль-Амра и оазисе Харга:491 (более 400 000 лет назад). Археологические находки этого периода не позволяют выделить какую-либо конкретную характеристику, в качестве культурного пространства именно для территории Египта.

#### Средний и верхний палеолит
В эпохи среднего и верхнего палеолита (согласно африканской теории эволюции человека), через долину Нила мог проходить один из путей расселения человека разумного (Homo sapiens) в Азию и Европу, из места его возникновения — Африки (альтернативная точка зрения — автономное развитие Homo). Ашёльская культура в Северной Африке постепенно сменилась культурой мустьерского типа, а позднее — атерийского (для них была характерна левалуазская техника обработки орудий). Найденные стоянки этого периода были временными стоянками родственных групп охотников и собирателей, некоторые из которых могли постоянно обитать на заболоченных берегах Нила. Более чёткое определение каких-либо местных культурных характеристик исследователи делают к концу палеолита (см. таблицу) и обычно связывают причины заселения или ухода племён из Египта с чередованием периодов аридизации и увлажнения в Северной Африке. За тысячелетия климат здесь менялся многократно, и непригодным для обитания этот регион делала повышенная влажность в Сахаре — результатом чего было: заболачивание, ливневые дожди и катастрофические наводнения на территории Древнего Египта (см. раздел «Климат»).

##### Пропитание
Деятельность первобытного общества основывалась на присваивающем хозяйстве: первоначально — люди питались за счёт мяса павших животных, собирательства дикорастущих растений и моллюсков; позднее — начали охотиться, и как следствие — добыча пищи принуждала небольшие родственные группы вести кочевой образ жизни, обычно следуя за сезонными перемещениями животных. В долине Нила они могли охотиться на животных, которыми была богата местная фауна: слонов, буйволов, жирафов, гиппопотамов, носорогов, диких лошадей, диких овец, диких ослов, кабанов, оленей, газелей, антилоп, страусов и прочих. Ещё позднее возникло рыболовство; также, вероятно, практиковался каннибализм.

##### Жильё и технологии
Люди палеолита не возводили постоянных жилищ, а в случае если какой-либо район был богат пищевыми ресурсами — они жили там длительное время (выстраивая лёгкие шалаши или используя для стоянок пещеры). Достижениями человечества в этот период было:
- Применение каменных орудий — чопперов и чоппингов (2,6 млн л. н.);
- Ручных рубил (1,3 млн л. н.);
- Использование огня (0,5 млн л. н.);
- Изготовление:
  - Обработанных каменных орудий (100 тыс. л. н.);
  - Сложных орудий — с каменными остриями и скребками, насаженными на рукоятки (45 тыс. л. н.)[37].

| Палеолит в Египте. 700/500 000—7/6000. Даны ориентировочные временные границы в годах до настоящего времени. |                     |                                    |                                | | | |
| Геологические эпохи                                                                                          | Геологические эпохи | Культурно-исторические периоды     | Культурно-исторические периоды | Археологические культуры и индустрии | Археологические культуры и индустрии | Особенности терминологии. Использование терминов европейского палеолита в контексте палеолита долины Нила, как и всей Северной Африки, является несколько условным, так как между регионами существуют некоторые отличия. В частности, индустрии Мустье и Леваллуа, как правило, связаны с появлением неандертальцев, которых на территории Египта не было. Также в периодизации каменного века Египта большинство исследователей не выделяют мезолит, поэтому за палеолитом обычно сразу следует неолит. |
| Средний плейстоцен                                                                                           | 815 000—134 000     | Нижний палеолит                    | 700/500 000—250 000            | Ашёльская | | Особенности терминологии. Использование терминов европейского палеолита в контексте палеолита долины Нила, как и всей Северной Африки, является несколько условным, так как между регионами существуют некоторые отличия. В частности, индустрии Мустье и Леваллуа, как правило, связаны с появлением неандертальцев, которых на территории Египта не было. Также в периодизации каменного века Египта большинство исследователей не выделяют мезолит, поэтому за палеолитом обычно сразу следует неолит. |
| Средний плейстоцен                                                                                           |                     | Средний палеолит                   | 250 000—70 000                 | | | Особенности терминологии. Использование терминов европейского палеолита в контексте палеолита долины Нила, как и всей Северной Африки, является несколько условным, так как между регионами существуют некоторые отличия. В частности, индустрии Мустье и Леваллуа, как правило, связаны с появлением неандертальцев, которых на территории Египта не было. Также в периодизации каменного века Египта большинство исследователей не выделяют мезолит, поэтому за палеолитом обычно сразу следует неолит. |
| |                     | Ранний                             | 250 000—150 000                | | | Особенности терминологии. Использование терминов европейского палеолита в контексте палеолита долины Нила, как и всей Северной Африки, является несколько условным, так как между регионами существуют некоторые отличия. В частности, индустрии Мустье и Леваллуа, как правило, связаны с появлением неандертальцев, которых на территории Египта не было. Также в периодизации каменного века Египта большинство исследователей не выделяют мезолит, поэтому за палеолитом обычно сразу следует неолит. |
| Древний верхний плейстоцен                                                                                   | 134 000—39 000      | Средний                            | 150 000—80 000                 | | | Особенности терминологии. Использование терминов европейского палеолита в контексте палеолита долины Нила, как и всей Северной Африки, является несколько условным, так как между регионами существуют некоторые отличия. В частности, индустрии Мустье и Леваллуа, как правило, связаны с появлением неандертальцев, которых на территории Египта не было. Также в периодизации каменного века Египта большинство исследователей не выделяют мезолит, поэтому за палеолитом обычно сразу следует неолит. |
| Древний верхний плейстоцен                                                                                   |                     | Поздний                            | 80 000—70 000                  | Мустьерская | | Особенности терминологии. Использование терминов европейского палеолита в контексте палеолита долины Нила, как и всей Северной Африки, является несколько условным, так как между регионами существуют некоторые отличия. В частности, индустрии Мустье и Леваллуа, как правило, связаны с появлением неандертальцев, которых на территории Египта не было. Также в периодизации каменного века Египта большинство исследователей не выделяют мезолит, поэтому за палеолитом обычно сразу следует неолит. |
| |                     | Переходные группы                  | 70 000—50 000                  | Тармасанская | | Особенности терминологии. Использование терминов европейского палеолита в контексте палеолита долины Нила, как и всей Северной Африки, является несколько условным, так как между регионами существуют некоторые отличия. В частности, индустрии Мустье и Леваллуа, как правило, связаны с появлением неандертальцев, которых на территории Египта не было. Также в периодизации каменного века Египта большинство исследователей не выделяют мезолит, поэтому за палеолитом обычно сразу следует неолит. |
| Поздний верхний плейстоцен                                                                                   | 39 000—10 000       | Верхний палеолит                   | 50 000—24 000                  | | | Особенности терминологии. Использование терминов европейского палеолита в контексте палеолита долины Нила, как и всей Северной Африки, является несколько условным, так как между регионами существуют некоторые отличия. В частности, индустрии Мустье и Леваллуа, как правило, связаны с появлением неандертальцев, которых на территории Египта не было. Также в периодизации каменного века Египта большинство исследователей не выделяют мезолит, поэтому за палеолитом обычно сразу следует неолит. |
| Поздний верхний плейстоцен                                                                                   |                     |                                    |                                | Шувихатская | 29 700—25 000:286 | Особенности терминологии. Использование терминов европейского палеолита в контексте палеолита долины Нила, как и всей Северной Африки, является несколько условным, так как между регионами существуют некоторые отличия. В частности, индустрии Мустье и Леваллуа, как правило, связаны с появлением неандертальцев, которых на территории Египта не было. Также в периодизации каменного века Египта большинство исследователей не выделяют мезолит, поэтому за палеолитом обычно сразу следует неолит. |
| |                     |                                    |                                | Хормусийская | 26 300—23 900:11 | Особенности терминологии. Использование терминов европейского палеолита в контексте палеолита долины Нила, как и всей Северной Африки, является несколько условным, так как между регионами существуют некоторые отличия. В частности, индустрии Мустье и Леваллуа, как правило, связаны с появлением неандертальцев, которых на территории Египта не было. Также в периодизации каменного века Египта большинство исследователей не выделяют мезолит, поэтому за палеолитом обычно сразу следует неолит. |
| |                     |                                    |                                | Фахури | 25 000—23 400:13 | Особенности терминологии. Использование терминов европейского палеолита в контексте палеолита долины Нила, как и всей Северной Африки, является несколько условным, так как между регионами существуют некоторые отличия. В частности, индустрии Мустье и Леваллуа, как правило, связаны с появлением неандертальцев, которых на территории Египта не было. Также в периодизации каменного века Египта большинство исследователей не выделяют мезолит, поэтому за палеолитом обычно сразу следует неолит. |
| |                     |                                    |                                | Куббанийская | 22 500—19 600:13 | Особенности терминологии. Использование терминов европейского палеолита в контексте палеолита долины Нила, как и всей Северной Африки, является несколько условным, так как между регионами существуют некоторые отличия. В частности, индустрии Мустье и Леваллуа, как правило, связаны с появлением неандертальцев, которых на территории Египта не было. Также в периодизации каменного века Египта большинство исследователей не выделяют мезолит, поэтому за палеолитом обычно сразу следует неолит. |
| |                     |                                    |                                | Идфу | 21 000/20 600—20 200:13 | Особенности терминологии. Использование терминов европейского палеолита в контексте палеолита долины Нила, как и всей Северной Африки, является несколько условным, так как между регионами существуют некоторые отличия. В частности, индустрии Мустье и Леваллуа, как правило, связаны с появлением неандертальцев, которых на территории Египта не было. Также в периодизации каменного века Египта большинство исследователей не выделяют мезолит, поэтому за палеолитом обычно сразу следует неолит. |
| |                     |                                    |                                | Баллано-Сильсилийская | 19 300—18 500/18 100:13 | Особенности терминологии. Использование терминов европейского палеолита в контексте палеолита долины Нила, как и всей Северной Африки, является несколько условным, так как между регионами существуют некоторые отличия. В частности, индустрии Мустье и Леваллуа, как правило, связаны с появлением неандертальцев, которых на территории Египта не было. Также в периодизации каменного века Египта большинство исследователей не выделяют мезолит, поэтому за палеолитом обычно сразу следует неолит. |
| |                     |                                    |                                | Себильская | 18 500/18 100—11 400:344 | Особенности терминологии. Использование терминов европейского палеолита в контексте палеолита долины Нила, как и всей Северной Африки, является несколько условным, так как между регионами существуют некоторые отличия. В частности, индустрии Мустье и Леваллуа, как правило, связаны с появлением неандертальцев, которых на территории Египта не было. Также в периодизации каменного века Египта большинство исследователей не выделяют мезолит, поэтому за палеолитом обычно сразу следует неолит. |
| |                     |                                    |                                | Афи | 16 700—14 150:13 | Особенности терминологии. Использование терминов европейского палеолита в контексте палеолита долины Нила, как и всей Северной Африки, является несколько условным, так как между регионами существуют некоторые отличия. В частности, индустрии Мустье и Леваллуа, как правило, связаны с появлением неандертальцев, которых на территории Египта не было. Также в периодизации каменного века Египта большинство исследователей не выделяют мезолит, поэтому за палеолитом обычно сразу следует неолит. |
| |                     |                                    |                                | Исна | 15 100—13 350:13 | Особенности терминологии. Использование терминов европейского палеолита в контексте палеолита долины Нила, как и всей Северной Африки, является несколько условным, так как между регионами существуют некоторые отличия. В частности, индустрии Мустье и Леваллуа, как правило, связаны с появлением неандертальцев, которых на территории Египта не было. Также в периодизации каменного века Египта большинство исследователей не выделяют мезолит, поэтому за палеолитом обычно сразу следует неолит. |
| |                     | Поздний палеолит                   | 24 000—10 000                  | | | Особенности терминологии. Использование терминов европейского палеолита в контексте палеолита долины Нила, как и всей Северной Африки, является несколько условным, так как между регионами существуют некоторые отличия. В частности, индустрии Мустье и Леваллуа, как правило, связаны с появлением неандертальцев, которых на территории Египта не было. Также в периодизации каменного века Египта большинство исследователей не выделяют мезолит, поэтому за палеолитом обычно сразу следует неолит. |
| Гипераридный период                                                                                          | пик 21 000          |                                    |                                | | | Особенности терминологии. Использование терминов европейского палеолита в контексте палеолита долины Нила, как и всей Северной Африки, является несколько условным, так как между регионами существуют некоторые отличия. В частности, индустрии Мустье и Леваллуа, как правило, связаны с появлением неандертальцев, которых на территории Египта не было. Также в периодизации каменного века Египта большинство исследователей не выделяют мезолит, поэтому за палеолитом обычно сразу следует неолит. |
| Период «Бурного Нила»                                                                                        | 14 000—12 000       |                                    |                                | | | Особенности терминологии. Использование терминов европейского палеолита в контексте палеолита долины Нила, как и всей Северной Африки, является несколько условным, так как между регионами существуют некоторые отличия. В частности, индустрии Мустье и Леваллуа, как правило, связаны с появлением неандертальцев, которых на территории Египта не было. Также в периодизации каменного века Египта большинство исследователей не выделяют мезолит, поэтому за палеолитом обычно сразу следует неолит. |
| Гипераридный период                                                                                          | ок. 11 500          |                                    |                                | | | Особенности терминологии. Использование терминов европейского палеолита в контексте палеолита долины Нила, как и всей Северной Африки, является несколько условным, так как между регионами существуют некоторые отличия. В частности, индустрии Мустье и Леваллуа, как правило, связаны с появлением неандертальцев, которых на территории Египта не было. Также в периодизации каменного века Египта большинство исследователей не выделяют мезолит, поэтому за палеолитом обычно сразу следует неолит. |
| Ранний голоцен                                                                                               | 11 500—8000         | Приостановка деятельности человека | 11 000—8000                    | Гипотеза 1 — непригодность к обитанию людей, так как наводнения достигали аномальных уровней. Гипотеза 2 — накопление аллювиальных почв, в этот период, скрыло следы стоянок в узкой пойме Нила. | Гипотеза 1 — непригодность к обитанию людей, так как наводнения достигали аномальных уровней. Гипотеза 2 — накопление аллювиальных почв, в этот период, скрыло следы стоянок в узкой пойме Нила. | Гипотеза 1 — непригодность к обитанию людей, так как наводнения достигали аномальных уровней. Гипотеза 2 — накопление аллювиальных почв, в этот период, скрыло следы стоянок в узкой пойме Нила. |
| Период увлажнения                                                                                            | пик 9500—9000       | Приостановка деятельности человека | 11 000—8000                    | Гипотеза 1 — непригодность к обитанию людей, так как наводнения достигали аномальных уровней. Гипотеза 2 — накопление аллювиальных почв, в этот период, скрыло следы стоянок в узкой пойме Нила. | Гипотеза 1 — непригодность к обитанию людей, так как наводнения достигали аномальных уровней. Гипотеза 2 — накопление аллювиальных почв, в этот период, скрыло следы стоянок в узкой пойме Нила. | Гипотеза 1 — непригодность к обитанию людей, так как наводнения достигали аномальных уровней. Гипотеза 2 — накопление аллювиальных почв, в этот период, скрыло следы стоянок в узкой пойме Нила. |
| Средний голоцен                                                                                              | 8000—2500           | Эпипалеолит/Ранний неолит          | 8000—6000                      | | | |

Неолит и энеолит. Начиная с 8-го — 7-го тыс. до н. э. через малопригодные для обитания заболоченные джунгли долины Нила мигрируют различные племена, являвшиеся носителями афразийских языков.
Согласно гипотезе А. Ю. Милитарёва, — движение этих племён началось из Передней Азии в связи с опустыниванием Аравийского полуострова. Изменение климата заставило их перемещаться через Суэцкий перешеек в Северную Африку: в плодородную неолитическую Сахару.
Согласно другому предположению (сторонник И. М. Дьяконов), — эти племена спустились по Нилу в Древний Египет с юга, с территорий, соответствующих современной Эфиопии и другим областям Восточной Африки — альтернативному месту зарождения афразийских языков. Эта многовековая миграция представляла собой обитание с постепенным смещением в определённом направлении, но не исключала и «одномоментных» бросков (например, для преодоления водных преград). Когда афразийцы заселили Северо-Восточную Африку, чередование периодов аридизации и увлажнения Восточной Сахары влияло на приток и отток этих племён из Ливийской пустыни на берега Нила.
По некоторым расчётам, — 5—3,3 тысяч лет назад 30—35 % населения этой территории составляли представители негроидной расы, 30 % — средиземноморского типа европеоидной расы, а остальные имели кроманьонский тип или смешанный.
| Культуры неолита 8800—4700 и энеолита 4600—2700 в Египте. Даны ориентировочные временные границы в годах до нашей эры. |              |              |                                  |                                |                            |                            |                            |                                  |                  |
| Разделы эпох | Разделы эпох | Разделы эпох | Верхний Египет                   | Верхний Египет                 | Нижний Египет              | Нижний Египет              | Файюм                      | Западная пустыня                 | Западная пустыня |
| Ранний неолит | 8800—6800    | 8800—6800    | Элькабская (7000—6700)           | Элькабская (7000—6700)         |                            |                            | Файюм B (7000—6500)        | Ливийско -капсийская (8000—3000) |                  |
| Средний неолит | 6500—5100    | 6500—5100    | Тассийская (6000—4900)           | Тарифи (?)                     | Файюм A (5400—4400)        | Раяяна (?)                 |                            | Ливийско -капсийская (8000—3000) |                  |
| Поздний неолит | 5100—4700    | 1            | Бадари (4900—3900)               | Бадари (4900—3900)             | Файюм A (5400—4400)        | Меримде (5000—4100)        |                            | Ливийско -капсийская (8000—3000) |                  |
| Энеолит | 4700—2700    | 1            | Бадари (4900—3900)               | Бадари (4900—3900)             | Эль-Омари (4600—4300)      | Меримде (5000—4100)        | Moerian (4400—3800)        | Ливийско -капсийская (8000—3000) |                  |
| Энеолит | 4700—2700    | 1            | Негада I~Амратская (3900—3600)   | Негада I~Амратская (3900—3600) | Маади-Буто (4000—3400)     | Маади-Буто (4000—3400)     |                            | Ливийско -капсийская (8000—3000) |                  |
| Энеолит | 4700—2700    | 1            | Негада I~Амратская (3900—3600)   | Негада I~Амратская (3900—3600) |                            |                            |                            | Ливийско -капсийская (8000—3000) |                  |
| Энеолит | 4700—2700    | 1            | Негада II~Герзейская (3600—3300) |                                |                            |                            |                            | Ливийско -капсийская (8000—3000) |                  |
| Энеолит | 4700—2700    | 1            | Негада III~                      | Семайнийская (3300—3000)       | Семайнийская (3300—3000)   | Семайнийская (3300—3000)   | Семайнийская (3300—3000)   | Ливийско -капсийская (8000—3000) |                  |
| Энеолит | 4700—2700    | 2            | Негада III~                      | Раннее царство (3000—2700)     | Раннее царство (3000—2700) | Раннее царство (3000—2700) | Раннее царство (3000—2700) |                                  |                  |
| 1 Додинастический период — 5200-3000, 2 Начало династического периода.                                                 |              |              |                                  |                                |                            |                            |                            |                                  |                  |

Протоегипетское население применяло орудия и снасти, изготовленные из камня, дерева и кости. Найдено множество каменных топоров и наверший булав, наконечников для стрел и копий, проколок, булавок, резцов, кремнёвых ножей и пластинок для серпов, точильных камней для шлифовки. Также найдены предметы украшения из глины, слоновой кости, раковин и цветных камней — бусы, подвески, палетки. Изготавливалась лепниной различная керамика — с росписью краской и рельефными орнаментами. В этот период у некоторых племён появились земледельческие общины, которыми выращивались ячмень, пшеница, гречиха, лён; использовались примитивные зернохранилища — зерновые ямы, обмазанные глиной; а для переработки зерна — ступки и зернотёрки. У населения земледельческих общин начали возникать центры складирования, перераспределения продуктов сельского хозяйства и места укрытия от внешней опасности — прототипы будущих городов. Известно о распространении скотоводства — протоегиптяне разводили крупный рогатый скот, ослов, овец, коз и свиней. Прядением изготавливались ткани — найдены пряслица от веретён.
Жильём служили:
- тростниковые ветровые заслоны;
- землянки с очагами;
- хижины, сооружённые из прутьев и циновок, обмазанных глиной;
- постройки из сырцового кирпича.

В период энеолита — мотыжное земледелие и скотоводство становятся важными отраслями в хозяйствовании, но охота, рыболовство и собирательство продолжали сохранять для жителей долины Нила большое значение. В социальном плане этот период характеризуется разложением первобытнообщинных отношений и зарождением классового расслоения в обществе. Важным технологическим прорывом было осваивание выплавки меди (использовалась синайская медная руда).

#### Додинастический период
В конце медно-каменного века Египта, исследователи выделяют отдельный период: додинастический — последний этап в развитии культур Нижнего и Верхнего Египта, предшествующий их объединению под властью I династии. По одной из гипотез, ранними политическими образованиями в дельте и долине Нила могли быть несколько десятков септов (др.-греч. номов), территории которых впоследствии легли в основу административного устройства Древнего Египта:59-62. На сегодняшний день египтологам достоверно известно о существовании трёх наиболее важных протогосударств (иногда употребляется термин «конфедерации») около 3500—3200 годов до н. э., сложившихся вокруг следующих центров:
1. Чени (др.-греч. Тинис) и/или Абджу (др.-греч. Абидос);
2. Негада, Небут (др.-греч. Омбос)[~ 10];
3. Нехен (др.-греч. Иераконполь).

В результате соперничества между ними, несколько позднее — образовалось верхнеегипетское «Иераконпольское царство» со столицей в Нехене:159, карта 2. Правители этого царства носили титул несу, и их покровительницей считалась богиня-сокол Нехбет; они периодически совершали грабительские походы на юг в Та-Сети (Северная Нубия), где захватывали различную добычу и пленных, а также на северо-запад в Та-хену (Древняя Ливия), где, помимо прочего, важной задачей было пополнение поголовья скота. Первым таким набегом, известным исследователям, являлось военное мероприятие Скорпиона II: его армия, а впоследствии и армии других фараонов, угоняли из Та-хену стада быков, ослов и баранов (притом, вероятно, в очень больших количествах:70). Скотоводство составляло важную часть хозяйственной деятельности населения на берегах Нила, а освоение ирригации и развитие земледелия в целом привело к созданию централизованного контроля за оросительно-осушительной сетью — по одной из гипотез, основы государственного устройства Древнего Египта.
| Додинастический период 5200—3000 и культура Негада 3900—2700. Даны ориентировочные временные границы в годах до нашей эры.          |                 |                    |                  |                     |          |
| Разделы периода | Разделы периода | Культуры периода   | Культуры периода | Фазы Негада         | Династии |
| Ранний | 5200—3750       | Бадари             | 5200—3900        | —                   | —        |
| Ранний | 5200—3750       | Амратская ранняя   | 3900—3750        | Ia, Ib,             | —        |
| Средний | 3750—3400       | Амратская поздняя  | 3750—3600        | Ic, IIa             | —        |
| Средний | 3750—3400       | Герзейская ранняя  | 3600—3500        | IIb                 | —        |
| Средний | 3750—3400       | Герзейская средняя | 3500—3400        | IIc                 | 00       |
| Поздний | 3400—3000       | Герзейская поздняя | 3400—3300        | IId1, IId2          | 00       |
| Поздний | 3400—3000       | Семайнийская       | 3300—3200        | IIIa1, IIIa2        | 00       |
| Поздний | 3400—3000       | Семайнийская       | 3200—3000        | IIIb1, IIIb2        | 0        |
| Некоторые исследователи выделяют ещё протодинастический подпериод = 00+0 династии. Начало династического периода и культура Негада. |                 |                    |                  |                     |          |
| Раннее царство | Раннее царство  | Раннее царство     | 3000—2700        | IIIc1, IIIc2, IIIc3 | I        |
| Раннее царство | Раннее царство  | Раннее царство     | 3000—2700        | IIId                | II       |

В конце 4-го тысячелетия до н. э. египтяне стали применять примитивный плуг (пока ещё с очень коротким дышлом), среди используемых орудий и инструментов, наряду с каменными, всё больше появлялось медных — тёсла, кинжалы, топоры, резцы, рыболовные крючки, шилья и др. В производстве керамики усложнялась роспись — рисовали изображения людей, животных, лодки, целые сцены. К додинастическому периоду относятся первые памятники, написанные египетским иероглифическим письмом, найдены каменные и глиняные статуэтки женщин и пленных со связанными руками. Пленными и рабами могли быть не только захваченные иноземцы — ливийцы или нубийцы, но и жители Нижнего Египта, куда фараоны Иераконпольского царства также совершали военные экспедиции. Область дельты Нила в этот период, вероятно, была объединена в царство со столицей в Пер-Уаджит (др.-греч. Буто) и его покровительницей считалась богиня-кобра Уаджит:119. Современные исследования позволяют предположить, что ещё до воцарения I династии некоторые верхнеегипетские фараоны на короткое время объединяли Верхний и Нижний Египет под своей властью:70.
| Правящие династии (см. список фараонов додинастического периода): | |
| - 00 династия - 0 династия                                        | — условные династии, принятые для хронологического, а не родственного объединения фараонов, некоторые из которых могли править параллельно, каждый в своей независимой области, а некоторые, возможно, правили и объединённым Египтом. Вероятные столицы — Негада, Нубт (др.-греч. Омбос), Чени (др.-греч. Тинис), Абджу (др.-греч. Абидос), Нехен (др.-греч. Иераконполь) и Пер-Уаджит (др.-греч. Буто). |

### Династический период
Период включает около 27 веков истории Древнего Египта, фактически составляя основную её часть, на него приходится время правления всех фараонов дельты и долины Нила, начиная с воцарения I династии и заканчивая захватом страны Александром Македонским. Традиционное деление этого периода на «царства» не столько историческое, сколько источниковедческое, поэтому эти разграничения весьма условны, а временные границы между «царствами» могут варьироваться в трудах различных исследователей. В династический период Древний Египет несколько раз поднимался до положения гегемона в регионе, государству была присуща чёткая административно-управленческая структура, передовые для того времени технологии, развитое хозяйствование и торговля, благодаря сильной армии захватывались земли в Нубии, Синае и Палестине. Особенно значительный след был оставлен в технике строительства — возводились грандиозные храмовые комплексы и гробницы-пирамиды, выполнялись сложные гидротехнические работы — ирригационные системы вдоль Нила, в Файюме, канал предтеча Суэцкого, обводной канал вокруг первых порогов. В этот период проходила различные стадии развития культура Древнего Египта — формировались и изменялись религия и искусство, язык и письмо. Помимо прямого управления на своих территориях, египетское государство оказывало влияние и на другие области, в которые систематически совершались военные и торговые экспедиции — Ливия, Кипр, Пунт. Периоды стабилизации и расширения Египта чередовались с переходными периодами, когда страна теряла контроль над периферийными владениями и сама распадалась на отдельные государства. Иногда переходные периоды совпадали со вторжениями соседей-захватчиков — гиксосов, ливийцев, кушитов, ассирийцев, персов, что также значительно меняло политическую карту региона в то или иное время, а Древний Египет мог находиться в составе других империй или под управлением иноземных фараонов:78-80.

#### Раннее царство
| Варианты датировки периода: - ок. 3000—2778 годов до н. э. - ок. 3032/2982—2707/2657 годов до н. э. - ок. 2900—2545+25 годов до н. э. | (ок. 222 лет) (ок. 325 лет) (ок. 355 лет) | — по Э. Бикерману — по Ю. фон Бекерату — по Э. Хорнунгу, Р. Крауссу и Д. Уорбертону (включая III династию) |

Согласно принятой в египтологии традиции, считается, что около 3000 года до н. э. две части Египта — Верхняя и Нижняя, были объединены в единое царство со столицей в городе Чени (др.-греч. Тинис) и/или основанном на границе этих областей городе Инбу-хедж (др.-греч. Мемфис). Но также вероятно, что Египет мог иногда объединяться и до этого времени, под управлением неизвестных сохранившимся источникам и современной науке правителей:66. Традиционно создание объединённого государства, античные источники цитирующие Манефона, приписывают верхнеегипетскому правителю Менесу, а у Геродота имя первого фараона — Мин. Современные исследователи отождествляют этих фараонов с Нармером и также сопоставляют их с Мени из Туринского и Абидосского «царских списков», другой вероятной гипотезой считается сопоставление античного Менеса/Мина и Мени «царских списков» с фараоном Аха, а Нармера относят к правителям додинастического периода:220. На сегодняшний день достоверным можно считать появление на рубеже IV—III-го тыс. до н. э. двуединого государства, в результате присоединения к верхнеегипетскому царству территорий Нижнего Египта, население которого ещё долгие годы ожесточённо боролось с южанами:66-67. Так, на границе XXVII—XXVI веков до н. э. в Нижнем Египте в очередной раз произошло восстание (последнее из известных возмущений в Низовье), что привело к гражданской войне, в результате которой фараон Хасехемуи жестоко расправился с восставшими жителями дельты — упоминается казнь около 50 000 человек. Вероятно, в правление этого последнего фараона II династии, произошло окончательное объединение Древнего Египта в единое государство.
Хозяйствование периода Раннего царства продолжало развиваться, усложнялись ирригационные системы, совершенствовались каменные и медные орудия, получил распространение гончарный круг, расширялась меновая торговля, в государственном аппарате увеличивалась обслуживавшая его прослойка чиновников-писцов. Из злаковых выращивались ячмень (различали «нижнеегипетский» и «верхнеегипетский» сорта), пшеница-двузернянка. Фараоны Раннего царства контролировали только собственно Египет, но систематически предпринимали торговые и военные экспедиции в соседние страны: на юг в Та-сети (Северная Нубия), на северо-запад в Та-хену (Древняя Ливия), на северо-восток в Биау (полуостров Синай) и к племенам сечетиу (Южная Палестина).
| Правящие династии (см. список фараонов Раннего царства): | |
| - I династия - II династия                               | — полулегендарные династии, резиденцией которых, согласно Манефону, был город Чени (др.-греч. Тинис), но современные исследования позволяют предположить, что правители этих династий могли только происходить из Чени, а правление страной осуществляли из Инбу-хедж (др.-греч. Мемфис). |

#### Старое/Древнее царство
| Варианты датировки периода: - 2778—2220 года до н. э. - ок. 2707/2657—2170/2120 годов до н. э. - ок. 2543—2120+25 годов до н. э. | (558 лет) (ок. 537 лет) (ок. 423 лет) | — по Э. Бикерману — по Ю. фон Бекерату — по Э. Хорнунгу, Р. Крауссу и Д. Уорбертону (не включая III династию) |

Предположительно в начале XXVI века до н. э. в Египте воцарился фараон Джосер, основатель, либо второй правитель III династии, укрепивший государство и предпринявший ряд успешных походов против синайских кочевников и нубийцев. Построив свою грандиозную усыпальницу — шестиступенчатую пирамиду в некрополе (совр. селение Саккара) города Инбу-хедж (др.-греч. Мемфис), он тем самым ознаменовал начало «эпохи строительства пирамид» в Древнем Египте. Его примеру последовали многие фараоны Старого царства — Снофру, Хафра, Менкаура и обладатель самой большой пирамиды — Хуфу (соотв. др.-греч.  имена — Сорис, Хефрен, Микерин и Хеопс), при этом им приходилось задействовать на строительство своих гробниц значительные ресурсы страны. В этот период власть фараона становится полной, он обожествлялся, был верховным жрецом, верховным владетелем подданных и всей земли Древнего Египта.
Становление сильного государства способствовало развитию сельского хозяйства, ремесла, торговли и строительства. Для производства изделий из меди были захвачены синайские медные рудники (совр. Вади Магара), там же добывалась мефкат (бирюза). Наряду с общинными пользователями земли, начинали появляться частные землевладельцы. Укреплялся аппарат централизованной власти, образовалась прослойка придворных — различные вельможи во главе с чати и древняя родовая знать септов. Было сформировано постоянное войско из египтян общинников и наёмников иноземцев, преимущественно нубийцев. Однако к концу периода усилился сепаратизм номархов, некоторые из которых вынуждали фараонов V—VI династий — Неферирикара, Пепи I, Пепи II и других, освобождать, так называемыми «иммунитетными грамотами», храмы и поселения от государственных повинностей. Кроме собственно Египта, в период Старого царства под властью фараонов находились значительные территории в Та-Сети (Северная Нубия) — вдоль Нила до 2-х его порогов (совр. Судан, часть Северного штата). Также правители Египта владели небольшой областью в Биау (п-ов Синай) — территория на берегу Суэцкого залива (совр. АРЕ, часть мухафазы Южный Синай прилежащая к Вади-Магара):159, карта 3
| Правящие династии (см. список фараонов Старого царства):                               | |
| - III династия - IV династия - V династия - VI династия - VII династия - VIII династия | — династии, резиденцией которых был город Инбу-хедж (др.-греч. Мемфис), с этим же городом связано и их происхождение. Исключением является V династия, основатель которой Усеркаф (др.-греч. Усерхерес), вероятно был из другого города. Согласно Манефону, он прибыл из Абу (др.-греч. Элефантина) в Верхнем Египте. Наиболее вероятной, с современной точки зрения, выглядит версия из сказки папируса Весткар, где родиной V династии называется местечко Сахебу, по-видимому, находящееся недалеко от Иуну (др.-греч. Гелиополь) в Нижнем Египте. |

#### Первый переходный период
| Варианты датировки периода: - 2220—2070/40 годы до н. э. - ок. 2170/2120—2025/2020 годов до н. э. - ок. 2118—1980+25 годов до н. э. | (150/180 лет) (ок. 100/145 лет) (ок. 140 лет) | — по Э. Бикерману — по Ю. фон Бекерату — по Э. Хорнунгу, Р. Крауссу и Д. Уорбертону |

В этот период Египет распался на ряд враждовавших между собой мелких государственных образований. Единая ирригационная система приходила в упадок, что в свою очередь негативно отражалось на сельском хозяйстве. Развалу единой хозяйственной общины способствовало возникновение частного землевладения в недоступных разливу Нила областях, расширялась прослойка мелких и средних собственников. Постепенно, в Верхнем Египте возвысились правители Нени-несу (др.-греч. Гераклеополь Великий), главного города XX нома Нарет-хенетет. Различные тенденции способствовавшие развитию ремесла и торговли, например нужда земледельцев в изделиях ремесленников, обуславливали рост городов, что послужило предпосылкой для нового единства страны, в котором были заинтересованы разные слои населения Египта. К концу периода этого «смутного времени», в ходе междоусобной борьбы, Нени-несу уступил первенство городу Уасет (др.-греч. Фивы), правители которого (XI династия) ок. XXI в. до н. э. сумели вновь объединить страну, но уже под своей гегемонией.
| Правящие династии (см. список фараонов Первого переходного периода): | |
| - IX династия - X династия                                           | — династии из верхнеегипетского города Нени-несу (др.-греч. Гераклеополь Великий), правили над частью страны и, вероятно, какой-то период параллельно с XI династией из Уасет (др.-греч. Фивы). |

#### Среднее царство
| Варианты датировки периода: - 2160—1785 годы до н. э. - ок. 2119—1794/93 годов до н. э. - ок. 1980+16−1760 годов до н. э. | (375 лет) (ок. 325/326 лет) (ок. 220 лет) | — по Э. Бикерману — по Ю. фон Бекерату — по Э. Хорнунгу, Р. Крауссу и Д. Уорбертону |

Средним царством принято считать эпоху единого египетского государства, воссозданного на развалинах Древнего царства в самом конце III тысячелетия до н. э. выходцами из южного верхнеегипетского Фиванского нома — последними царями XI династии, а затем упроченного фараонами следующей, XII династии, двухсотлетнее правление которых явилось временем расцвета и быстрого упадка:244.
Междоусобные войны за гегемонию в Египте, начатые в Первый переходный период, продолжались при XI династии и при первых фараонах XII династии, лишь фараон Аменемхет III (рубеж XIX—XVIII вв. до н. э.) сумел окончательно подавить номархов и упрочить центральную власть. При представителях XII династии производились крупные ирригационные работы в районе Та-ше (современный оазис Файюм), сюда, в город Иттауи, ими была перенесена столица из Уасет (др.-греч. Фивы). В обширных поместьях знати применялся труд рабов и труд свободных земледельцев, появлялись изделия из бронзы. Увеличивался товарооборот с Сирией, Критом и Пунтом. В этот период египтянами возвращены территории захваченные ещё в период Старого царства, особенно были значительны походы на юг Сенусерта III, при котором в Куше начинается время египетской цивилизации, сопровождавшееся распространением египетской культуры и возведением монументальных построек. Также Египет начинает контролировать новые земли — оазисы Бахария (в мухафазе Эль-Гиза), Дахла и Харга (в мухафазе Новая Долина). Расширяются районы освоения в Аравийской пустыне — появляются города на побережье Красного моря в районе современных Мерса-Гавасис и Эль-Кусейра (в мухафазе Красное Море):159, карта 4. В XVIII в. до н. э. усиление имущественного неравенства вызвало восстание бедноты, за которыми последовал новый распад страны.
| Правящие династии (см. список фараонов Среднего царства): | |
| - XI династия - XII династия                              | — династии, происходившие из города Уасет (др.-греч. Фивы), и правившие там до периода, когда представители XII династии перенесли административную и политическую столицу государства в до сих пор не найденный город Иттауи. |

#### Второй переходный период
| Варианты датировки периода: - 1785—1580 годы до н. э. - 1794/1793—1550 годы до н. э. - 1759 — ок. 1630 годов до н. э. | (205 лет) (243/244 года) (ок. 220 лет) | — по Э. Бикерману — по Ю. фон Бекерату — по Э. Хорнунгу, Р. Крауссу и Д. Уорбертону |

Около 1700 года до н. э. через Суэцкий перешеек в Нижний Египет вторглись азиатские племена гиксосов и обосновались в дельте Нила более чем на век. Своей столицей они выбрали город Хут-уарет (др.-греч. Аварис). Вслед за Манефоном египтологи выделяют две династии гиксосских правителей — XV и XVI (правили в Нижнем Египте). Параллельно в Уасет (др.-греч. Фивы) удержали власть местные правители — XVII династия. Фараоны этой династии — Секененра и Камос, начали освободительную войну против гиксосов, которую завершил около середины XVI в. до н. э. Яхмос I (др.-греч. Амасис).
| Правящие династии (см. список фараонов Второго переходного периода):        |                                           |
| - XIII династия - XIV династия - XV династия - XVI династия - XVII династия | — Фивы — Ксоис — гиксосы — гиксосы — Фивы |

#### Новое царство (1549—1069 до н. э.)
Новое царство — известный наибольшим числом древнеегипетских памятников период расцвета древнеегипетской государственности и создания крупного египетского «мирового» государства, приходящийся на время правления трёх манефоновских династий египетских фараонов — XVIII, XIX и XX. Хронологические рамки Нового царства определяются 1552—1069 до н. э. по «краткой» хронологической схеме или 1582—1070 до н. э. по «средней». Период Нового царства наследовал Второму переходному периоду — времени упадка Древнего Египта и завоевания страны семитским народом гиксосов — и предшествовал Третьему переходному периоду. Основателем Нового Царства считается Яхмос I:257.

##### Варианты датировки
1. по Э. Бикерману: 1580—1085 годы до н. э. (495 лет)[51]
2. по Ю. фон Бекерату: 1550—1070/1069 годы до н. э. (480/481 год)[52] 3) по Э. Хорнунгу, Р. Крауссу и Д. Уорбертону: ок. 1539—1077 годов до н. э. (ок. 464 лет)[53].

##### Правящие династии
XVIII (Фивы), XIX (Фивы), XX (Фивы) династии.

##### Территориальные изменения
Наибольшее расширение Династического Египта (максимальное при Тутмосе III). Граница на юге, в Нубии, отодвинулась до 4-х порогов Нила (Судан, часть Северного штата), освоены верховья Суэцкого залива и Суэцкий перешеек, расширились владения на Синае — захвачена его западная часть (АРЕ, западная часть мухафаз Южный и Северный Синай) и верховья Акабского залива (Израиль, южная часть махоза Южный). Но самые большие территории были присоединены к Египту вдоль средиземноморского побережья Передней Азии — область Палестина и часть области Сирия (современные государства Израиль, часть Иордании, Ливан, часть Сирии):159, карта 5.

#### Третий переходный период
Разделение Египта привело к распаду единого царского хозяйства, фундамента государственной централизации. Царские поместья в номах оказываются в руках местной знати и жречества. Условные держания чиновников становятся их собственностью. Египет превращается в арену соперничества региональных группировок аристократии. Повсеместно, особенно на юге, возрастает могущество храмов. Больше не существует силы, способной консолидировать ресурсы общества для проведения активной внешней политики.
Египет перестаёт быть великой державой Восточного Средиземноморья и утрачивает последние остатки своих чужеземных владений, ослабевает контроль даже над сильно египтизированной Нубией. Продолжается массовое проникновение ливийцев в Нижний Египет: они селятся там целыми племенами, образуют костяк египетской армии, их вожди все чаще занимают посты номархов и вступают в родственные отношения с местной светской и духовной знатью.

##### Варианты датировки
1. по Э. Бикерману: 1085—664 годы до н. э. (421 год)[51]
2. по Ю. фон Бекерату: 1070/1069 — ок. 655 года до н. э. (415/414 лет)[52]
3. по Э. Хорнунгу, Р. Крауссу и Д. Уорбертону ок. 1076—723 годов до н. э. (ок. 353 лет)[53].

##### Правящие династии[~ 13]
XXI (Танис и Фивы), XXII (Бубастис), XXIII (Танис), XXIV (Саис), XXV (Куш) династии.

#### Поздний период
Поздний период в истории Древнего Египта охватывает правление фараонов XXVI—XXX династий (664—332 до н. э.). Это период борьбы за восстановление независимости Египта, тяжёлых войн и иноземных вторжений, окончившийся завоеванием страны Державой Ахеменидов и затем Александром Македонским:133

##### Варианты датировки
1. по Э. Бикерману: 664—343 годы до н. э. (321 год)[51]
2. по Ю. фон Бекерату: 664—336/335 годы до н. э. (328/329 лет)[52]
3. по Э. Хорнунгу, Р. Крауссу и Д. Уорбертону: ок. 722—332 годов до н. э. (ок. 390 лет)[53].

##### Правящие династии[~ 13]
XXVI (Саис), XXVII (Персия), XXVIII (Саис), XXIX (Мендес), XXX (Себеннит), XXXI (2-й персидский период) династии.

#### Ахеменидский Египет

##### Общее описание
В 525 году до н. э. древний Египет был завоёван персидским царём Камбисом и стал персидской провинцией (сатрапией). В 341 году до н. э. персы вновь вторглись в древний Египет, подвергнув его страшному разорению.

#### Эллинистический период

##### Правящие династии
Македонская (Аргеады) и Птолемеи (Лагиды).

##### Территориальные изменения
При Птолемеях произошёл очередной расцвет государства, присоединена Киренаика (современная Ливия, муниципалитеты Дерна, Эль-Джебал-Эль-Ахдар, Эль-Мардж, Бенгази, частично Эль-Бутнан) и оазис Сива (АРЕ, в мухафазе Матрух). В процессе войн диадохов периодически захватывались земли в Палестине и остров Кипр:304.

##### Общее описание
В 332 до н. э. в древний Египет вступила армия Александра Македонского: Древний Египет стал частью его державы. После раздела его империи между диадохами древний Египет достался полководцу Птолемею Лагу — основателю греко-македонской династии Птолемеев Лагидов (в 305—30 годах до н. э.):418. Столицей стал город Александрия. При Птолемеях древний Египет стал главным поставщиком хлеба в эллинистическом мире. В этот период флот Египта господствовал в Средиземном море. В правление царицы Клеопатры, последней из династии Птолемеев, древний Египет оказался втянутым в политическую борьбу в древнем Риме. После поражения флота Египта при мысе Акций в 31 год до н. э., самоубийства Клеопатры VII и смерти Марка Антония Египет был превращён в римскую провинцию (30 год до н. э.).

## Политика

### Администрация
Фараон был абсолютным монархом страны и обладал полным контролем над её ресурсами. Он был верховным военачальником и главой правительства. Вторым лицом в государстве после фараона был чати. Функции чати были сложны и многочисленны. В его ведении находилась «золотая палата», которая была государственным казначейством и царской сокровищницей, государственными житницами. Он управлял имениями, принадлежащими дворцу:358. Также в его ведении находились строительные проекты, правовая система и архивы. На региональном уровне государство было разделено на 42 административных района (номы). Во главе административного аппарата нома стоял номарх (др.-греч. νομάρχης), он являлся представителем фараона, а также осуществлял контроль и управление административной областью. В его полномочия входили сбор налогов, судебные функции, набор и обеспечение войск, хозяйственное администрирование:363.

### Общество
Египетское общество было высоко стратифицированным, где социальный статус явно отображался. Женщины и мужчины обладали равными юридическими и наследственными правами. Брак не освящался священнослужителями, египтяне свадебных торжеств не устраивали, ограничиваясь обменом подарками, которые возвращались в случае развода. Нередко, особенно в поздние периоды, заключались брачные договоры. Муж произносил сакраментальную фразу «Я беру тебя в жёны», а она отвечала «Ты берёшь меня в жёны». Мужчины вступали в брак в возрасте 16-18 лет, а женщины — в возрасте 12-14 лет. Браки были моногамными (хотя встречались случаи двоежёнства и многожёнства среди фараонов). Так как земельная собственность переходила по женской линии, муж мог пользоваться землёй, пока жива супруга, после же её смерти всё наследовала дочь. Поэтому женитьба на любой наследнице престола давала мужчине право управлять страной. Чтобы избежать конкуренции, фараон брал в жёны своих сестёр и дочерей. Мужчина с высоким экономическим статусом наряду с законной женой (nebet-per — «хозяйка дома») мог содержать наложницу, которая рассматривалась как признак богатства. Тем не менее, женщин, имевших более одного мужчины, наказывали.
По сравнению с женщинами стран Древнего мира египтянки имели больше личной свободы и возможностей для достижения своих целей. Несмотря на эти свободы, древние египтянки нечасто принимали участие в управлении государством, занимали второстепенные должности в храмах, и были, вероятно, не столь образованными, как мужчины.
Египтяне прививали уважение к пожилым людям с детства: «При встрече со старцами юноши уступают дорогу, отходя в сторону, и при их приближении встают со своих мест»:80.
Проституция морально осуждалась, но практиковалась. Существуют свидетельства в виде записей на папирусах и остраконах о практиках сексуальных услуг в обмен на деньги, а также упоминания о коллективном сексе, что привело к рассмотрению возможности существования борделей. В Египте не было священной проституции, отношения между божеством и жрицей были символическими.
Хотя рабы в основном использовались в качестве слуг, они могли покупать и продавать, или получить свободу и даже стать знатью, и, как правило, на рабочем месте их лечили врачи.

### Социальная иерархия
На вершине социальной иерархии находился фараон, который был абсолютным монархом страны и обладал полным контролем над её ресурсами. Он был верховным военачальником, главой правительства и принимал важнейшие военные, религиозные, экономические, судебные решения, кроме того, ему принадлежали все земли. Фараон считался воплощением бога Гора, в то время как его скончавшийся предшественник — Осириса, отца Гора, независимо от того было ли между ними кровное родство. Начиная от царей V династии, он считался также сыном Ра, бога солнца.
У фараона было много жён и сыновей. Его главная жена, именовалась nesut Hemet — «жена царя», могла быть его сестрой или одной из её дочерей. Фараоны имели различные атрибуты: «пшент» (объединённая корона Верхнего и Нижнего Египта), скипетры, плеть или цеп (нехех), платок немес и фальшивую бороду. Он мог также символически представляться в виде сфинкса. Египетское слово «per-oh», буквально означающее «великий дом», то есть царский дворец, стало официальным наименованием лидеров Египта только в эпоху Нового царства, до этого правители обычно называли себя neşu (царь) или neb (господин). С V династии установился полный титул египетских царей, состоящий из пяти имён: Хорово имя, Небти-имя, Золотое имя, Тронное имя и Личное имя.

#### Высший класс
Ниже фараона и его семьи в социальной пирамиде стояли писцы и чиновники, составлявшие высший класс Древнего Египта, так называемый «класс белой юбки» (или господствующий класс), называемый так из-за белых льняных одежд, которые служили знаком их положения. Сначала шли чати и номархи. Чати был вторым лицом в государстве после фараона. Его функции были сложны и многочисленны. В его ведении находилась «золотая палата», которая была государственным казначейством и царской сокровищницей, государственными житницами. Он управлял имениями, принадлежащими дворцу:358. Также в его ведении находились строительные проекты, правовая система и архивы. Номарх (др.-греч. νομάρχης) стоял во главе административного аппарата (нома), он являлся представителем фараона, а также осуществлял контроль и управление административной областью. В его полномочия входили сбор налогов, судебные функции, набор и обеспечение войск, хозяйственное администрирование:363. Высший класс выражал свой социальный статус в искусстве и литературе.
Ниже знати стояли жрецы, врачи и инженеры со специальной подготовкой в своей области. Жрецы управляли храмами, культами и религиозными праздниками, были советниками фараонов и пользовались землёй, налоговыми льготами и авторитетом. Очень важными для бюрократического аппарата правительства были писцы, которые взимали налоги, писали законы, определяли стоимость земли, копировали стихи, песни и рассказы, писали письма, проводили переписи населения и подсчитывали продовольственные запасы, производство сельскохозяйственной продукции, площадь пахотных земель, коммерческую деятельность, солдат, потребности дворца, и т. д.

#### Средний класс
Под правящим классом находился доминирующий класс. Первыми в нём шли солдаты, получившие услуги и продукты, захватывая трофеи, но они никогда не поднимались на высокие должности в армии. Ниже них находились ремесленники (ткачи, художники, парикмахеры, повара, флотские, гончары, скульпторы, ювелиры, кузнецы и т. д.), находились под контролем государства; они были прикреплены к храмам, работали в магазинах и получали плату непосредственно из государственной казны. Крестьяне составляли большинство населения и были земледельцами, скотоводами и рыбаками. Несмотря на то что они являлись производителями, сельскохозяйственная продукция принадлежала непосредственно государству, храму, или знатной семье, владевшей землёй:383. Крестьяне также облагались трудовым налогом и должны были работать на ирригационных и строительных проектах Также они были вынуждены служить на транспорте, а иногда и в армии. Под крестьянами в основании пирамиды находились рабы («хемуу» и/или «баку»). И хотя рабство было известно в Древнем Египте, однако степень и распространённость его не ясны. Пленники или осуждённые преступники, работали на общественных, религиозных мероприятиях или домашней прислугой. Отношения рабов и господ в Египте отличались патриархальностью. Рабы считались и назывались людьми, стояли под покровительством законов, имели свою законную семью и собственность.
- Рисунок земледельца из гробницы Сеннеджема, XIX династия
- Рисунок скотоводства из гробницы, XVIII династия
- Изображение рыбаков из гробницы Мереруки, VI династия

#### Крестьяне
Земледелец в Египте создавал своим трудом больше продуктов, чем добывал охотник:506. Почвы долины Нила давали хороший урожай, особенно после разлива реки, когда на берегу оставался плодороднейший ил. Человек мог вырастить здесь хлеба и скота больше, чем было необходимо для его пропитания. Стало выгодным заставлять других людей работать на себя, чтобы отобрать у них часть созданных ими продуктов труда. Отобранный хлеб и скот можно было обменять на медь, золото, серебро и на изделия ремесленников.
Так, в древнем Египте с развитием земледелия появилась возможность эксплуатировать людей — отбирать часть созданных ими продуктов труда. В древнем Египте сложился многочисленный класс крестьян. Крестьяне обрабатывали большую часть земли. Они имели небольшие наделы земли и вели свои хозяйства. Их эксплуатировали знатные люди своего же племени. Взносы вождю и старейшинам за управление делами племени превратились в принудительный и тяжёлый сбор. Крестьяне должны были отдавать знатным людям часть собранного на своих участках урожая и часть приплода скота, строить каналы и дамбы для орошения земель.

#### Рабы и рабовладельцы
В период рабовладельческого строя все жители Древнего Египта делились на три основных класса: рабовладельцы, рабы и крестьяне. В IV тысячелетии до н. э. в Египте стал складываться рабовладельческий строй. Во время войн между племенами победители захватывали пленников. Первоначально не было смысла заставлять их работать: всё, что пленный мог добыть своим трудом, ушло бы на его же пропитание. Поэтому пленных в Египте убивали и называли «убитые». Когда труд людей стал производительнее, пленников начали оставлять в живых. Обычно их, как и прочую военную добычу, забирали себе вождь племени и другие знатные египтяне. Называть пленников стали «живые убитые».
В российской египтологии существуют два противоположных взгляда на проблему рабства в Древнем Египте. Широко известна рабовладельческая концепция древнего Востока В. В. Струве, наиболее решительным противником которой выступал Н. М. Никольский, указывавший на малочисленность рабов, упоминаемых в египетских и ассиро-вавилонских документах, и на то, что они не играли важной роли в производстве.
По мнению доктора исторических наук И. М. Дьяконова, неизвестно ни одного достоверного случая применения рабского труда вне домашнего хозяйства в период Старого царства. Ведущим сектором в экономике Старого царства было «вельможеское хозяйство». Непосредственные производители материальных благ, работавшие на вельможу, как отмечает Дьяконов, в основной своей массе, не были рабами. На вельможу работало коренное население страны, и обращались с этими людьми не как с рабами. Однако вельможеское хозяйство имело много общего с рабовладельческим производством, поскольку непосредственные производители работали в
принудительном порядке и с помощью хозяйских средств производства.
Документы Среднего царства свидетельствуют, что рабский труд в Египте на тот момент времени использовался мало. Кроме рабов как таковых, в государстве существовали царские хемуу (примерный перевод — «рабы»), рабочие, но они не были рабами в традиционном понимании — они работали на царских и частных хозяйствах, но обладали некоторыми правами.
В период Нового царства из-за наличия сильной армии количество рабов в Египте увеличилось. Рабовладельческие отношения проникли почти во все слои египетского общества. Рабами могли владеть даже люди скромного общественного положения: пастухи, ремесленники, торговцы. Несомненно, мелкие рабовладельцы использовали своих невольников не только для личных услуг, но и как непосредственных производителей. Иногда отношение к рабам было гораздо гуманнее, чем в экономически более развитых древних обществах, что объясняется сохранением патриархального рабства, предусматривавшего интеграцию раба в общину.
Меньше информации об использовании иноземных рабов в государственном и царском хозяйствах. На изображении времени Тутмоса III показано, как пленные изготовляют кирпич и кладут стены под надзором надсмотрщиков, вооружённых палками. Вещественным доказательством жестокого обращения с подневольной рабочей силой может служить тяжёлое кнутовище, найденное возле поминального храма фараона-женщины Хатшепсут. В то же время рядового землепашца-египтянина от посаженного на землю раба отличала только относительная свобода, то, что он не был «вещью» хозяина.
В эллинистическую эпоху труд рабов применялся в поместьях и ремесленных мастерских. А. Б. Ранович и В. В. Струве считают, что в эллинистическом Египте рабство являлось основной производительной силой. К. К. Зельин, напротив, указывает, что античные формы рабства развивались главным образом в полисах и крупных землевладениях. Сохранились указы Птолемеев о регистрации рабов, запрещении вывоза их из Египта, о розыске беглых рабов, наказании рабов и др. В завещаниях и брачных контрактах рабы упоминаются как вид имущества. Однако А. И. Павловская отмечает противоречивую картину социально-экономической ситуации этого периода: среди юридических документов законодательство о рабах занимает видное место, но папирусы, касающиеся рабства, составляют небольшую часть деловых документов, что свидетельствует об ограниченном использовании рабского труда.
А. Б. Ранович пишет, что в Римский период больше всего рабство получило распространение в Александрии, которая была типичным для рабовладельческого общества крупным центром. Рабство занимало здесь не меньше места, чем в Эфесе и Риме. Но Ранович замечает, что делать какие-либо обобщения или пытаться установить процент рабов по отношению ко всему населению затруднительно.
Рабовладельцы имели земли, рабов, орудия труда, стада скота, золото. Рабы ничего не имели и сами принадлежали рабовладельцам. Крестьяне могли иметь небольшие наделы земли, орудия труда, немного скота.

#### Царские хемуу
Основой основ древнеегипетского общества были ḥmww njswt — «царские хемуу». Эта категория являлась основной в древнеегипетской социальной структуре и без её изучения невозможно составить сколько-нибудь полное представление о египетском социуме вообще. Однако доступный материал ещё достаточно скуден.
Царские хемуу в эпоху Среднего царства охватывают почти все эксплуатируемое коренное население Египта и противопоставляются работникам, ввозимым в страну извне. По достижении определённого возраста, они распределялись по профессиям, становились земледельцами, ремесленниками, воинами. Хемуу работали в царских и храмовых хозяйствах, но и частные хозяйства представителей знати также набирали работников из их числа. Женщины этого же слоя (ḥmwt) были садовницами, пряхами, служанками.
На Мюнхенской и некоторых других стелах царские хемуу называются «собственностью», принадлежащей частному лицу. Однако хемуу являлись «рабами» не своего непосредственного господина, а «рабами царя», и только в таком качестве могли быть собственностью (в древнеегипетском понимании) частных лиц. Берлев О. Д. отмечает, что Среднему царству вообще чуждо понятие «свободный», оно появляется только в эпоху Нового царства, когда слово ḥmw отделяется от уточнения «царский» и употребляется для обозначения чужеземцев, захваченных в войнах. Он также настаивает что ни термин раб, ни слово слуга, то есть профессиональный статус, не являются адекватным переводом понятия «царский хемуу».
В живописи царские хемуу изображаются в обычной египетской рабочей одежде и с обритой головой. Есть изображения ḥmww njswt не лишённых волос и даже украшений, волосы женщин (ḥmwt) иногда убраны под платок. Внешний вид этих людей зачастую ничем не отличается от внешнего вида членов семьи господина, однако на изображениях ḥmww njswt и ḥmwt заняты какой-либо работой.
Термин «царский ḥmw» также иносказательно использовался для обозначения высокопоставленных лиц приближённых к царю.

### Армия
Впервые постоянное войско в форме военных поселений начинает формироваться в эпоху Древнего Царства. За свою службу воины получали земельные наделы. Основным оружием был простой лук и стрелы, экипировка также могла состоять из булавы, медного боевого топора, копья с каменным наконечником, кинжала из камня или меди, деревянного щита, обтянутого кожей и кожаного шлема. Единственным родом сухопутных войск была пехота. Войско состояло из ополчения и нубийских вспомогательных отрядов. Уже в этот период применялись построения шеренгами. При штурме крепостей применялись штурмовые лестницы, а бреши в стенах пробивались ломами.
Во времена Среднего Царства вооружение воина было несколько улучшено: новые луки были более совершенными, дальность полёта стрелы увеличивалась до 150—180 м, повышалась точность стрельбы. Была изменена организация войска, появились специализированные отряды, состоявшие, например, только из лучников или копейщиков. Подразделения теперь имели определённую численность: 6, 40, 60, 100, 400, 600 воинов, отряды же насчитывали 2, 3 и 10 тысяч солдат. Войско набиралось путём призыва молодёжи, с возрастом возвращавшейся к мирной жизни. Египетское войско усиливалось иноземными частями, в большинстве своём представленными нубийцами. Мощным оружием становились крепости. Гиксосы, захватившие власть в Нижнем Египте в середине XVII в. до н. э., познакомили египтян с боевой колесницей.
В Новом Царстве армия становится регулярной и кастовой. Необходимость изгнания захватчиков потребовала реорганизации армии. Большая часть воинов теперь была вооружена прямыми или серповидными мечами, рубящими, а не только колющими, в отличие от кинжалов армии Среднего Царства. Кроме шлема в качестве защиты применялся кожаный панцирь с бронзовыми пластинами. Царские телохранители, шерданы носили своеобразные шлемы и имели круглые щиты, в то время как египетские были внизу прямоугольными, а вверху — округлыми, и широкие длинные мечи. Оружие было государственным, так как в мирное время оно хранилось на складах. Хотя основные силы по-прежнему составляла пехота, боевые колесницы стали играть более важную роль.
Колесничное войско в Новом Царстве составляло главную ударную силу египтян. На колеснице стояли два воина, один из которых был возничим, а другой обычно стрелком. Иноземцы, скорее всего не допускались в колесничные войска (по крайней мере об этом ничего не известно), они пополнялись только египтянами особого происхождения (царской колесницей во вторую половину Нового царства нередко управляли царевичи). Воин приобретал колесницу на свои средства.
В походе войско делилось на несколько отрядов, двигавшихся колоннами. Основной войсковой единицей было подразделение, имевшее собственный стяг и состоявшее при XIX династии из 200 воинов. При осаде применялось построение «черепахой», когда сверху воинов прикрывали щиты. При остановках в длительных походах солдаты разбивали лагерь, походный багаж обычно везли сопровождавшие войско ослы.
В египетском войске этого периода служило много иноземных наёмников. Так во вторую половину XVIII династии нубийцы составляли чуть ли не основную часть сил, стоявших в мирное время в Сирии и Палестине. Крепости на границах царства также заселялись иноземными воинами. Среди телохранителей Аменхотепа IV были сирийцы, ливийцы и нубийцы. По словам современника, отряд, посланный в Сирию-Палестину против «мятежников», состоял из 1900 египтян, 520 шерданов, 1600 ливийцев одного племени и 100 ливийцев другого и 800 нубийцев (папирус Анастаси I). Многие воины набирались из военнопленных, однако их положение мало отличалось от положения воинов-египтян (например, они часто упоминаются в поземельной книге XX династии как держатели земельных наделов, некоторые имели прислужников).
Античные авторы делили воинскую касту Египта на живущих в восточной части дельты Нила каласириев и в западной — гермотибиев. Указывалась также их численность: каласириев — 250 000, гермотибиев — 140 000. Возможно это потомки вторгшихся и осевших (или добровольно поселённых) здесь племён ливийцев.

«… Им также не дозволено заниматься никаким ремеслом, но только военным, которому сын учится от отца. …

… Кроме жрецов, только воины в Египте пользовались особыми преимуществами: каждому из них [с семьёй] жаловалось [в надел] по 12 арур отборной земли, не облагаемой налогом. …

… они получали ещё следующие доходы: тысяча каласириев и столько же гермотибиев ежегодно служили царскими телохранителями. Последние, кроме доходов с земельных наделов, получали ежедневно по 5 мин хлеба, по 2 мины говядины и по 4 аристеры вина на каждого. …»
— Геродот (История. Книга II Евтерпа.)
Египетские военачальники (некоторые из них вышли из рядовых воинов) Нового Царства проявили себя хорошими полководцами, например, перед битвой под Мегиддо, отказавшись от перехода через горы по тесному ущелью, на виду у врага. Слаженные движения отдельных соединений спасли египтян в решающей битве под Кадешем с войсками царства Хатти в правление Рамсеса II. Если армия Тутмоса III ещё плохо справлялась с укреплёнными городами, то Рамсес II захватывал сиро-палестинские крепости без особых затруднений.
До нас в значительном количестве дошли надгробные плиты колесничих, корабельных воинов и пехотинцев. Эти плиты и документы Нового царства, говорят о благосклонном отношении фараонов к воинам. Они получали в дар рабов и земли, золотые и серебряные знаки отличия — ожерелья, запястья, знаки в виде «львов» и «мух», и богатый провиант, о чём свидетельствуют слова Рамсеса II: «Вы были сиротами — я сделал вас сановниками моим питанием».

### Правовая система
Во главе правовой системы официально стоял фараон, который отвечал за принятие законов, правосудие, регулирование законности и порядка Маат. До наших дней не дошёл ни один правовой кодекс Древнего Египта, однако согласно судебным документам египтян, — в основе законности лежала общепринятая мораль о добре и зле. Это понимание помогало разрешать конфликты, а не следить за исполнением сложного набора законодательных актов. Местные советы старейшин Kenbet в Новом Царстве решали судебные тяжбы и мелкие споры:358, а серьёзные дела вроде убийства, разорения гробницы и земельных сделок направлялись в sḥw-Ḥr (зал Гора) под председательством чати или фараона. Истцы и ответчики представлялись и клялись, что не солгут. Обратиться в суд по тому или иному вопросу имели право все свободные граждане Египта, включая женщин.
В некоторых случаях государство выступало и как прокурор, и как судья, прибегало к пыткам обвиняемого для получения признания и имён сообщников. Независимо от серьёзности обвинений, судебные писцы (sr) вели учёт всех судебных прецедентов, фиксировали показания на суде для потомков.
В зависимости от тяжести преступления виновные карались штрафами, побоями, членовредительством или ссылкой на каторжные работы. За тяжкие преступления (убийство человека или священного животного, бунт, разорение могил) обезглавливали, топили или сажали на кол. Наказание также могло распространяться на семью преступника:358. Начиная с эпохи Нового царства, важную роль в правовой системе играли оракулы, осуществляя правосудия в гражданских и уголовных делах. В манере гадания на листе папируса или остраконе, задав вопрос о преступлении — «да» или «нет»?, жрецы якобы получали ответ от божества и выносили приговор.

### Внешняя политика
Международные отношения Египта этого времени нам довольно хорошо известны благодаря находке в Эль-Амарне большого государственного архива египетских фараонов конца XVIII династии. В этом архиве сохранились дипломатические послания царей Вавилона, Ассирии, Митанни, Хеттского государства и Кипра, а также многих сиро-палестинских князей и правителей к египетскому фараону. Письма Амарнского архива являются ценнейшими историческими документами, ярко характеризующими уровень развития дипломатии того времени. Судя по этим письмам, Египет поддерживал торговые и дипломатические взаимоотношения с целым рядом государств Передней Азии. Переговоры между отдельными государствами велись при помощи специальных послов. Эти переговоры нередко приводили к заключению военно-политических союзов и соглашений, которые облекались большой тайной.
Политические союзы, как, например, союз между Египтом и Митанни, часто закреплялись при помощи династических браков. Дипломатические переговоры, которые велись устно через послов или письменно, имели иногда своей целью уладить различные конфликты. Так, вавилонский царь в одном письме просит египетского фараона наказать лиц, виновных в ограблении вавилонского каравана. В другом письме вавилонский царь протестует против установления Египтом непосредственных дипломатических взаимоотношений с Ассирией, которую вавилонский царь считал себе подвластной. Митаннийский царь в одном письме предлагает египетскому фараону произвести обмен пограничными городами. Все эти письма в большинстве случаев написаны вавилонской клинописью на вавилонском языке, который тогда являлся международным дипломатическим языком. Дипломатические документы позволяют установить факт постепенного падения авторитета Египта в Азии, начиная с царствования Аменхотепа III.

## Экономика
Большая часть экономики была централизованной и строго контролировалась. Хотя древние египтяне не использовали монеты до Позднего периода, они использовали разновидность денежно-бартерной системы, состоявшую из стандартных мешков зерна и дебен, весом примерно 91 г из меди или серебра, образовывавших общий знаменатель:372. Рабочим платили зерном; простой рабочий мог заработать 5 ½ мешков (200 кг) зерна в месяц, в то время как мастер — 7 ½ мешков (275 кг). Для облегчения торговли, цены были фиксированными по всей стране и заносились в списки — рубашка, например, стоила пять медных дебен, в то время как корова стоила 140 дебен. Зерно можно было обменять на другие товары, в соответствии с ценами из списка:372. В пятом веке до нашей эры монетная система была введена в Египте из-за рубежа. Сначала монеты использовали в качестве стандартных кусков драгоценных металлов, а не настоящих денег, но в последующие века международные торговцы стали полагаться на монеты.

### Сельское хозяйство
Сочетание благоприятных географических особенностей способствовало успеху древнеегипетской культуры. Главную роль в хозяйственной жизни страны играл Нил. После его разливов на полях оставался ил, который, смешиваясь с почвой, давал прекрасный урожай. Древние египтяне, таким образом могли произвести изобилие пищи, что позволяло населению уделять больше времени для культурной, технологической и художественной деятельности. Землеустройство имело решающее значение, потому что налоги оценивались по количеству земли принадлежавшей человеку:361.
Основу экономики Древнего Египта составляли земледелие и ремесла. Египтяне научились строить вдоль берегов реки плотины, в которых делали специальные отверстия с отводами воды на поля. Большой прогресс в развитии ирригационной системы и оросительных работ произошёл в эпоху Среднего царства. Площадь орошаемых земель заметно увеличилась, что сразу же повлияло на количество собираемого урожая. Наивысшего подъёма земледелие достигло в период Нового царства.
Сельское хозяйство зависело от цикла реки Нил. Египтяне выделяли три сезона: Ахет (наводнение), Перет (посадка) и Шему (сбор урожая). Сезон наводнения длился с июня по сентябрь, осаждая на берегу реки слой богатого минералами ила, идеально подходившего для выращивания сельскохозяйственных культур. После того, как паводковые воды отступали, наступал вегетационный период, который длился с октября по февраль. Крестьяне пахали и сажали семена на полях, которые орошали с помощью канав и каналов:514. С марта по май, с помощью серпов крестьяне собирали урожай, а затем обмолачивали его цепом, чтобы отделить солому от зерна. Веялкой удаляли из зерна мякину, а затем измельчали в муку, из которой варили пиво или сохраняли для последующего использования:506.
На развитие земледельческого хозяйства указывает и наличие различных видов хлебных злаков. Так, в надписях этого времени упоминаются особые виды верхнеегипетского и нижнеегипетского ячменя. Наряду с зерновым хозяйством получало всё большее развитие огородничество и плодоводство. Выращивали такие культуры, как лук-порей, чеснок, дыни, кабачки, бобовые, салат и другие культуры, а также виноград, из которого делали вино. Распространяются виноградарство и льноводство. Лён выращивали из-за волокон и вырывали с корнем, прежде чем он начинал цвести. Волокна разделяли по длине и пряли в нити, из которых ткали льняное полотно и делали одежду. Вдоль берегов Нила рос папирус, из которого делали бумагу. Некоторое значение имело и оливководство, которое давало возможность изготовлять растительное масло из плодов местного оливкового дерева:577, 630.

#### Животноводство
| Животные в древнеегипетском искусстве | Животные в древнеегипетском искусстве |
| ------------------------------------- | ------------------------------------- |
| Голова крокодила.                     | Гуси.                                 |
| Охота в папирусной чаще.              | Амулет в форме скарабея.              |

Египтяне верили, что гармоничные взаимоотношения между людьми и животными были важнейшим элементом космического порядка, поэтому люди, животные и растения, как они полагали, были частью единого целого Поэтому животные, как одомашненные так и дикие, являлись важнейшим источником духовности, общения и средств к существованию, древних египтян. Наиболее почитался крупный рогатый скот. Администрация собирала налоги на крупный рогатый скот в регулярных переписях, а размер стада отражал статус и важность усадьбы или храма, который владел им. Древние египтяне также держали овец, коз и свиней. Птиц, например, уток, гусей и голубей ловили сетями и разводили на фермах, где их для откормки насильно кормили тестом:381. Нил предоставил обильный источник рыбы. Пчёлы также были одомашнены, по меньшей мере во времена Древнего царства, они давали мёд и воск:409.
Древние египтяне использовали ослов и волов как вьючных животных, с их помощью вспахивали поля и засевали почву. Забой откормленного быка был центральной частью ритуала жертвоприношения. Лошади были ввезены гиксосами во Втором промежуточном периоде, верблюд, хотя и были известны со времён Нового Царства, не использовались в качестве вьючных животных до конца периода. Существуют также свидетельства того, что слоны какое-то время использовались в Позднем периоде, но от них вскоре отказались из-за отсутствия земли для выпаса:381. Собак, кошек и обезьян держали в домах люди из всех слоёв общества, в то время как более экзотические животные, импортируемые из сердца Африки, например львы, предназначались для царской семьи. Геродот писал, что египтяне были единственными людьми, которые держали своих животных дома. В Додинастический и Поздний периоды было чрезвычайно популярным поклонение богам в их животной форме, например, богине-кошке Баст и богу-ибису Тоту, этих животных разводили в большом количестве на фермах с целью ритуального жертвоприношения. В Древнем Египте жили первые домашние животные, имена которых нам известны, в том числе Абутью.
Чтобы дополнить свой рацион, египтяне охотились на зайцев, антилоп, птиц, бегемотов и крокодилов. Они использовали сети, луки и копья. В Дельте ловили рыбу, в особенности тилапий и карпов. Рыбачили при помощи крючков и гарпунов.

### Торговля
Древние египтяне занимались торговлей с соседними странами, откуда привозили минералы, соль, растения, дерево, кожи, птиц, в частности голубей.
Постепенно египетская торговля стала проникать и в более далёкие страны. За последнее время раскопки в Палестине и в Сирии дают возможность утверждать, что некоторые города в этих странах в период Среднего Царства превратились в передовые пункты египетской торговли и вообще экономического и культурного влияния. Таков был древний Гезер, расположенный к северо-западу от Иерусалима. В развалинах Гезера сохранились египетские статуи из песчаника и гранита, а также различные изделия из слоновой кости и других материалов, очевидно, привезённые в Палестину из Египта. Весь этот археологический слой Гезера может быть отнесён к началу второго тысячелетия до н. э., то есть ко времени царствования фараонов XII династии. Возможно, что жители Гезера вели торговлю с Египтом, что в этом палестинском городе жили египтяне и что здесь были построены здания в египетском стиле, может быть египетский храм. На это указывают сохранившиеся здесь камни от построек с остатками иероглифической надписи. Таков был, например, в Сирии город Библ:322, в развалинах которого были обнаружены многочисленные египетские изделия, относящиеся, судя по надписям, ко времени Среднего Царства. Здесь найден роскошный обсидиановый сосуд с золотой надписью, содержащий имя фараона Аменемхета III, и драгоценные сосуды с именами Аменемхета IV. Египетские предметы, как, например, сфинкс с именем дочери царя Аменемхета II, были найдены и в другом сирийском городе Катне. Наконец, египетские памятники времени Среднего Царства, в частности статуэтки царевны Хнумит, обломки сфинксов с именами Аменемхета III и скульптурная группа с именем «начальника города, везиря, судьи Сенусерта-анх», были найдены во время раскопок в Рас-Шамра, в Северной Сирии, в развалинах столицы царства Угарит, что указывает на проникновение египетской торговли вплоть до областей Северной Сирии.
В эпоху Нового Царства торговля Египта с соседними странами всё более и более расширяется. Укрепляются торговые связи Египта с отдельными областями Сирии, откуда египтяне привозят продукты сельского хозяйства — зерно, вино, мёд, а также скот. Из областей Ливана египтяне в большом количестве привозят строевой лес. Египетская торговля проникала и далее на северо-восток, в области Месопотамии. Из государства Митанни, расположенного в северо-западной части Двуречья, египтяне получали бронзу, лазурит, ткани, одежды, масло, колесницы, лошадей и рабов. Аналогичные товары, а также серебро и ценные изделия из дерева, украшенные золотом и слоновой костью, египтяне получали из Вавилона. Устанавливаются торговые отношения между Египтом и Ассирией. Согласно письменным источникам, египтяне получали из Ассирии колесницы, лошадей и лазурит. При раскопках ассирийских погребений XIV—XIII вв. до н. э. в Мари были найдены египетские скарабеи Нового Царства, что указывает на проникновение египетских изделий в эту эпоху в Ассирию. В обмен на все эти товары египтяне отправляли в Переднюю Азию главным образом золото в слитках или в изделиях, слоновую кость, изделия из дерева, украшенные золотом, слоновой костью и лазуритом, ткани и одежды, то есть главным образом драгоценные металлы и ремесленные изделия. Одновременно с этим расширяются торговые связи Египта с эгейскими племенами, населявшими острова Эгейского моря, а также области материковой Греции. На проникновение египетских изделий в район Эгейского моря указывают скарабеи и обломки глазурованных глиняных сосудов с именем Аменхотепа III (1455—1424 годы до н. э.), найденные в Микенах. Большое количество изделий египетского ремесла было обнаружено в развалинах Кносского дворца на Крите, а также на Родосе и на Кипре. Судя по найденным вещам, египтяне вывозили в район Эгейского моря золото, каменные сосуды, слоновую кость, произведения художественного ремесла, в частности изделия из фаянса. Эгейские предметы были обнаружены также в Египте вплоть до самой Нубии. На стенах египетских гробниц этого времени довольно часто изображались эгейские торговцы и данники, несущие на плечах разнообразные товары эгейского происхождения. Эгейское искусство в эту эпоху оказывает некоторое влияние на развитие египетского искусства. Всё это указывает на укрепление торговых и культурных связей между Египтом и странами Эгейского моря.

## Население
Египтяне, как и многие другие древневосточные народы, образовались на основе смешения целого ряда различных племён. Эти племена, из которых постепенно образовался древнеегипетский народ, принадлежали к туземным племенам Северной и Восточной Африки. На родство древнейших египтян с племенами тропической Восточной Африки указывают своеобразные египетские статуэтки людей архаического периода, обмеры черепов, найденных в архаических погребениях в Негада, а также некоторая близость древнеегипетского языка к языкам галла, сомали и др. Судя по древнеегипетским изображениям, древнейшие племена, населявшие Восточную Африку (по-египетски — страна Пунт), по своему внешнему виду напоминали египтян. Древний культ египетской богини плодородия, изображавшейся в виде женщины с рогами небесной коровы, и культ бородатого карликообразного божества Беса, несомненно, тесно связаны с религиозными культами чисто африканских народов. В надписи Хирхуфа времени Древнего Царства описывается доставка в Египет из Нубии карлика, который должен был исполнять особую «пляску бога».
С другой стороны, древнейшие египетские племена находились в тесном родстве с древними ливийскими племенами Северной Африки. Древнеегипетский язык обнаруживает черты сходства с берберскими языками Северной Африки. Раскопки, произведённые в Египте и на высоких нагорьях, окаймляющих долину Нила, показывают, что племена, создавшие самобытную египетскую культуру, жили в Северо-Восточной Африке со времён древнекаменного века. В фаюмской стоянке были найдены остатки африканского зерна. Исследования обнаружили наличие дикорастущих видов зерновых в Эфиопии, которые, очевидно, были акклиматизированы в глубокой древности разными племенами Северо-Восточной Африки.

### Язык и письменность
| Виды письма в Древнем Египте | Виды письма в Древнем Египте |
| ---------------------------- | ---------------------------- |
| Иероглифика.                 | Иератика.                    |
| Демотика.                    | Коптское письмо.             |

Язык древних египтян известен исследователям по большому количеству сохранившихся надписей иероглифической письменности, выполненных на камне и папирусах. Так как он является «мёртвым» языком, то на заре египтологии существовала проблема его дешифровки, с которой успешно справился Ж. Ф. Шампольон в 1822 году, с помощью двуязычных греко-египетских надписей. Современная наука относит египетский язык к афразийской языковой семье, внутри которой предполагается его близость либо к семитским, либо к чадским языкам. Формирование языка происходило в додинастический период (ок. 5200—3000 годы до н. э.), когда из различных энеолитических культур Египта начинали выделяться протоегипетские племена. Позднее, на протяжении всего династического периода (длительность около 2700 лет), язык египтян проходил разные этапы развития и трансформации, таким образом, язык носителей, например периодов Раннего и Нового царств, имел значительные различия. С эллинистического периода египтяне начинали испытывать сильное влияние древнегреческого языка, позднее, с приходом римлян — некоторое влияние латинского. После арабского завоевания последние носители египетского языка растворились в среде пришлого арабского населения долины и дельты Нила, у которого они перенимали новый язык и обычаи. Исключение составила небольшая часть египтян — копты, использовавшие коптский язык, являвшийся последней ступенью развития древнеегипетского языка, и ставший, со временем, языком религиозных церемоний (развивался со II века н. э., считается «мёртвым» с XIX века).
Египетский язык является одним из древнейших языков мира, имевших письменность — самые ранние из дошедших до нас древних текстов относятся к рубежу 4-го и 3-го тысячелетия до н. э. С этого периода египетское письмо располагало как знаками, «изображавшими» слова, так и знаками, обозначавшими сочетания согласных, более того, буквенными знаками для отдельных согласных и, обобщёнными определителями, изобразительно намекавшими, к какому кругу понятий слово по смыслу относится. Счетоводы использовали огромные величины: 10 000, 100 000 и даже 1 000 000, для которых имелись свои слова и знаки:72. Письменность египтян подразделялась на несколько видов: иероглифика — из множества изображений (иероглифов), иератика — из сокращённых их начертаний и демотика — из ещё более упрощённых, иногда и слитных знаков. Древние египтяне чаще всего писали горизонтальными строчками, справа налево, реже — слева направо. Иногда писали вертикальными столбцами, которые всегда читались сверху вниз. Несмотря на преимущественное направление египетского письма справа налево, в современной научной литературе из практических соображений чаще принято написание слева направо. От египетской письменности происходит мероитское и коптское письмо (незначительно). К сер. 1-го тысячелетия все виды египетского письма исчезли, самая поздняя обнаруженная надпись иероглификой (Иероглиф) относится к IV в., а демотикой к V в.:57

### Религия и мифология
В Древнем Египте не существовало одной общей религии, а было большое разнообразие местных культов, посвящённых определённым божествам. Многочисленные божества, почитавшиеся в различных местностях, олицетворяли различные природные силы и общественные явления. Большинство из них имело генотеистический характер (сосредоточенность на поклонении одному божеству с одновременным признанием других), поэтому египетская религия рассматривается как политеистическая:276.
В разные периоды наиболее почитаемыми были божества Ра и позднее отождествляемые с ним Амон, Осирис, Исида, Сет, Птах, Анубис.
Богам поклонялись в культовых храмах, находившихся в ведении жрецов, действующих от имени фараона. В храмовом святилище хранилась культовая статуя, которую выносили для публичных богослужений лишь в определённые дни праздников и торжеств. Рядовые граждане могли поклоняться у домашнего алтаря, пользоваться амулетами. После Нового царства, роль фараона в качестве духовного посредника уменьшилась, началось прямое поклонение богам. В результате жрецы разработали систему оракулов для вещания воли богов народу:312.

#### Атонизм
В среде исследователей существует мнение о тождественности религиозной реформы Эхнатона (атонизм) появлению первого монотеизма. Зигмунд Фрейд в работе «Моисей и монотеизм» высказал мнение, что культ Атона наложил серьёзный отпечаток на формирование и развитие иудейского монотеизма и предшествовал его появлению, поскольку ветхозаветный пророк Моисей, проживавший на территории Древнего Египта предположительно во время правления Эхнатона, мог воспринять многие идеи местного религиозного культа (Адонай). Впоследствии этот спекулятивный приём исторического исследования получил название психоистории.
Другие учёные считают, что Эхнатон практиковал единый культ (генотеизм или монолатрия) Атона не потому, что не верил в существование других богов, а потому, что воздерживался от поклонения любым богам, кроме Атона. Реформа Эхнатона была не только религиозной, но также культурной, всеохватывающей, созданной инициативой самого Эхнатона.

#### Концепция души
Египтяне верили, что каждое человеческое существо состоит из физических и духовных частей или аспектов. В дополнение к телу, каждый человек имел шуит (тень), Ба (личность или душу), Ка (жизненную силу) и рен (имя) и др. Сердце (иб), а не мозг, считалось центром мыслей и эмоций. После смерти, духовные аспекты освобождались от тела и могли перемещаться по своему желанию, но им были необходимы физические останки (или, например, статуя) в качестве постоянного жилья. Умерший в виде духа ах отправлялся на Суд Осириса, где сердце взвешивали на Весах истин: на левую чашу помещали сердце умершего, на правую — перо богини Маат. Если сердце не было отягощено прегрешениями, умерший мог добраться до благодатных полей Иалу.

### Погребальные обряды
Древние египтяне придерживались сложного набора погребальных ритуалов, которые, по их мнению, были необходимы для обеспечения загробной жизни. Тело умершего сохраняли с помощью мумификации, выполняли погребальные ритуалы, а в гробнице оставляли необходимые для загробной жизни вещи умершего. До Древнего царства тела хоронили в пустыне в ямах-захоронениях, где те мумифицировались естественным путём (например, Гебелейнские мумии). К подобной практике впоследствии прибегали бедные люди, которые не могли позволить себе сложные приготовления захоронения. Состоятельных египтян хоронили в каменных гробницах с предметами роскоши после искусственной мумификации, предполагавшей удаление внутренностей, заворачивание в ткань и захоронение тел в прямоугольном каменном или деревянном саркофаге. Начиная с IV династии некоторые органы помещали отдельно в канопы.
К Новому царству древние египтяне усовершенствовали искусство мумификации: лучшая техника занимала 70 дней и включала удаление внутренних органов, мозга через нос и высушивание тела в смеси солей. Тело заворачивалось в ткань, между слоями которого оставляли защитные амулеты, и помещалось в антропоморфный саркофаг. Мумий Позднего периода также помещали в окрашенные картонажем саркофаги. Практика мумификации в Эллинистический период уступила место вниманию к внешнему виду и украшению мумии.
Начиная с эпохи Нового царства в гробницах с покойным оставляли экземпляр Книги мёртвых, ушебти — статуэтки, олицетворяющие прислугу. Церемония похорон предполагала специальный обряд с окроплением земли водой и причитаниями плакальщиц. После похорон родственники покойного должны были иногда приносить еду к гробнице и читать молитвы от имени покойного.

#### Мумификация животных
Мумификация животных предполагала сохранение не только домашних и священных животных, но также продуктов пищи для них. По большей части вотивные предметы предназначались для храмов где справлялся культ животных. Начиная с XXVI династии вотивные мумии активно покупались и продавались, чтобы задобрить богов. Найдены мумии кошек, собак, коров, быков, ослов, лошадей, овец, рыб, крокодилов, слонов, газелей, ибисов, львов, ящериц, обезьян, птиц, жуков, землероек и змей. Животных мумифицировали, также как и людей: их органы удаляли либо разъедали впрыскиваемыми едкими жидкостями, затем тело высушивали содой и заворачивали в пропитанные клейкими смолами льняные бинты.

## Культура и искусство
Можно сказать, что искусство Древнего Египта — это монументальное искусство, служившее в основном целям религиозного культа. Особенностью его является то, что большинство произведений создавалось для мёртвых. Древнеегипетские мастера хорошо обращались с камнем, металлом, деревом и стеклом.

### Музыка
Музыка и танец были популярным развлечения для тех, кто мог себе это позволить. Древнейшими музыкальными инструментами египтян были арфа и флейта. В период Нового царства, египтяне играли на колоколах, бубнах, барабанах и лирах импортируемых из Азии. Систр — похожий на погремушку музыкальный инструмент, а также менат использовались женщинами в религиозных церемониях. Фараона на крупных религиозных церемонии сопровождали музыканты hinodos. Для забавы на банкетах выступали танцоры и мимы.

### Изобразительное искусство
На протяжении более 3500 лет художники придерживались канонов, разработанных во времена Древнего царства. Эти художественные стандарты выражались в простых линиях, формах, характерной плоской проекции фигур, без указания пространственной глубины, что создавало ощущение симметрии. Изображения и текст часто украшали стены гробниц, храмов, стелы и статуи. Краски получали из минералов, таких как железная руда (красная и жёлтая охра), медные руды (синий и зелёный), сажа или древесный уголь (чёрный) и известняк (белый). Их смешивали с гуммиарабиком для вязкости и разделяли на куски, которые использовали с добавлением воды.
Хотя каноны древнеегипетского искусства сохранялись на протяжении тысячелетий, художественный стиль некоторых периодов отражал изменение культурных и политических взглядов. В Аварисе найдены фрески в минойском стиле, появившиеся после вторжения гиксосов, а в период правления Эхнатона получило развитие «Амарнское искусство», для которого характерен реализм:105.
Искусство Древнего Египта было вновь открыто учёными после Египетского похода Наполеона XIX века. В результате экспедиции собрано и вывезено в Европу множество памятников истории, давшие толчок к развитию течения египтомании и популизации египтизирующего стиля.

### Архитектура
Основная статья: Архитектура Древнего Египта, см. также: Египетские пирамиды, Список египетских пирамид
Архитектура Древнего Египта известна по сооружениям гробниц — пирамиды Гизы, храмовых и дворцовых комплексов — Луксорский храм, дворцы Амарны:281.
Наружные и внутренние стены зданий, а также колонны были покрыты иероглифами и фресками и были окрашены в яркие цвета. Мотивы многих египетских орнаментов, такие как изображения скарабея или священного жука, солнечного диска и кречета, являются символическими. Другие распространённые мотивы включают пальмовые листья, растение папируса, а также почки и цветки лотоса. Иероглифы наносились для декоративных целей, а также для записи исторических событий или заклинаний. Планировка многих культовых сооружений соотносилась с явлениями солнцестояния и равноденствия:94-97.
Египетские пирамиды — величайшие архитектурные памятники Древнего Египта, среди которых одно из «семи чудес света» — пирамида Хеопса. Пирамиды представляют собой огромные каменные сооружения пирамидальной формы. Некоторые из них использовались в качестве гробниц для фараонов Древнего Египта. Слово «пирамида» — греческое. По мнению одних исследователей, большая куча пшеницы и стала прообразом пирамиды. По мнению других учёных, это слово произошло от названия поминального пирога пирамидальной формы. Всего в Египте было обнаружено 118 пирамид. По общепризнанной версии, первая египетская пирамида была построена по приказу фараона III династии Джосера — Ступенчатая пирамида в Саккара, архитектором которой, согласно древнеегипетской традиции, считается высший сановник (чати) Джосера Имхотеп. По мнению египтологов эта пирамида является развитием мастабы — традиционной гробницы знати в Древнем Египте периодов Раннего и Древнего царств. Самыми известными пирамидами являются Великие пирамиды на плато Гиза (пирамиды Хеопса, Хефрена и Микерина).

### Скульптура
Скульптура Древнего Египта — одна из наиболее самобытных и строго канонически разработанных областей искусства Древнего Египта. Скульптура создавалась и развивалась, чтобы представить древнеегипетских богов, фараонов, царей и цариц в физической форме. Существовало также множество изображений, как в могилах простых египтян, в основном из дерева, некоторые из них сохранились. Статуи богов и фараонов ставились на всеобщее смотрение, как правило, на открытых пространствах и вне храмов.
Статуи, как правило, сохраняют первоначальную форму каменной глыбы или куска дерева, из которого она высечена. Существовал строгий канон создания древнеегипетской скульптуры: цвет тела мужчины должен был быть темнее цвета тела женщины, руки сидящего человека должны были быть исключительно на коленях; существовали определённые правила изображения египетских богов. Бога Гора следовало изображать с головой сокола, бога мёртвых Анубиса — с головой шакала. Все скульптуры создавались по данному канону и следование было столь строгим, что почти за трёхтысячелетнюю историю существования Древнего Египта он не претерпел изменений.

### Повседневная жизнь
Большинство древних египтян были земледельцами, привязанными к земле. Их жилища были выстроены из кирпича-сырца для сохранения прохлады в полуденную жару. Каждый дом имел кухню с открытой крышей, в которой помещался жёрнов для помола муки и небольшая печь для выпечки хлеба. Стены были выкрашены в белый цвет и могли быть завешены льняными коврами. Полы покрывались тростниковыми ковриками, а деревянные стулья, кровати и столы составляли мебель:403.
Древние египтяне придавали большое значение личной гигиене и внешнему виду. Они мылись в водах рек и использовали мыло в виде пасты из животных жиров и мела. Для соблюдения чистоты мужчины брили всё тело и применяли духи, отбивающие неприятные запахи, и мази, успокаивающие кожу:403. Масла делались из растительного или животного жира и приправлялись миррой, благовониями или скипидаром. Один из видов соли — bed, использовали для полоскания горла. После умывания делали маникюр и педикюр, а на лицо накладывали макияж. Это была длительная процедура, для которой требовалось множество всяческих приспособлений и принадлежностей. На веки наносили зелёную краску из малахита. Слишком тёмную кожу осветляли с помощью краски на основе жёлтой охры, её же наносили на губы и ею же румянили щёки. Женщины (а нередко и мужчины) обводили глаза тёмной линией (это должно было придать взгляду особую выразительность). Одежда была изготовлена из простых выбеленных отрезов льна:403.
Мужчины и женщины из высших слоёв носили парики и украшения и пользовались косметикой. Изначально женщины, как правило, носили короткие парики, однако на протяжении веков их длина постепенно увеличивалась, мужчины носили короткие парики, дети и священники брили головы. Женщины носили платья из белого льна, а мужчины набедренные повязки, рабочие обычно ходили без одежды, а впоследствии носили простой кусок ткани, обёрнутый вокруг талии. Дети ходили без одежды до достижения возраста около 12 лет, в этом возрасте мальчикам делали обрезание и обривали их наголо. Чати, жрецы и фараон носили особые одежды, состоявшие из платья, шкур пантер и набедренных повязок, сшитых золотыми нитями. Ходили либо босиком, либо носили сандалии. Их делали из папирусного тростника и перевязывали бечёвкой (простые), или из кожи и сшивали с папирусом (более сложные).
Люди высших классов общества украшали себя ювелирными изделиями. Менее богатое население также носило драгоценности, например лечебные амулеты. Были золотые, серебряные, медные или керамические украшения, инкрустированные драгоценными камнями или цветными стеклянными вставками. Носили диадемы, ожерелья, серьги, браслеты, кольца и пояса.
Развлекались египтяне настольными играми, вроде сенет или псы и шакалы. Существовала похожая игра — мехен с игровой доской в форме змеи. Дети практиковались в жонглировании, играх с мячом, в борьбе. Были разнообразные деревянные игрушки — волчки, фигурки, куклы и лошадки. Богатые люди любили охоту и катание на лодках.
Матери несли ответственность по уходу за детьми, а отец обеспечивал семейный доход:403. Основной рацион состоял из хлеба и пива и дополнялся овощами, такими как лук и чеснок и фруктами, например, финиками и инжиром. Вино и мясо подавали по праздникам.
Раскопки поселения ремесленников Дейр-эль-Медина показали одну из наиболее документированных оценок общественной жизни в древнем мире, которая охватывает почти 400 лет. Нет для сравнения места, в котором организация, социальные взаимодействия, условия труда и жизни общины были изучены столь подробно.
Немаловажным в представлении древних египтян играло имя (рен).

### Кухня
Египетская кухня оставалась удивительно стабильной в течение долгого времени, более того, кухня современного Египта сохраняет некоторые сходства с кухней древнего Египта. Основой рациона в древнем Египте был хлеб из ячменя, полбы или пшеницы. Существовало множество разновидностей хлебов и булочек, отличавшихся мукой, формой, степенью пропечённости и добавками в тесто, для чего употреблялись мёд, молоко, фрукты, яйца, жир, масло и т. д. В наше время известно до 15 слов, применявшихся в эпоху Древнего царства для обозначения разных видов хлебобулочных изделий. Были известны молочные продукты — сливки, масло, творог. В качестве подсластителей для напитков и кушаний египтяне пользовались мёдом или плодами рожкового дерева.
Во времена Позднего царства, по свидетельству Геродота, египтяне ели рыбу, вяленную на солнце или засоленную. Из птиц употребляли в пищу в солёном виде перепелок, уток и мелких птичек. Птицу и рыбу, кроме почитаемых священными, ели также жареной или варёной:Книга II, 77. В рационе древних египтян присутствовали горох, бобы и нут, огурцы, в больших количествах выращивался салат-латук. Особо выделялись из прочих «продуктов года» лук и лук-порей, ценился также и чеснок. Были распространены дыни и арбузы. Летом к рациону добавлялись виноград, фиги, финики и плоды сикомора. Выращиваемые со времён гиксосов гранатовые, оливковые деревья и яблони давали богатые урожаи. Были известны, но редки и доступны немногим кокосовые орехи. Употреблялись также плоды мимозы, баланитеса египетского и некоторых других до сих пор не идентифицированных деревьев.

## Наука
В области науки, медицины и математики, Древний Египет достиг высокого для своего времени уровня. Традиционный эмпиризм, о чём свидетельствуют папирус Эдвина Смита и Эберса (ок. 1600 до н. э.), впервые появился в Древнем Египте. Египтяне создали собственную письменность и десятичную систему.

### Фаянс и стекло
Ещё до Древнего царства древние египтяне изобрели стекловидный материал, известный как египетский фаянс, который они рассматривали как один из видов искусственного полудрагоценного камня. Фаянс — неглиняная керамика, которую изготавливали из кремнезёма, небольшого количества извести и соды, красителем, как правило, была медь:109. Материал использовали, для создания бусин, плитки, статуэток и галантерейных изделий. Египтяне могли использовать несколько методов для создания фаянса, но, как правило, в производстве применяли порошкообразные материалы, которые наносили в виде пасты на дно глины, которую затем обжигали. По схожей технике, древних египтян делали пигмент, известный как египетский синий, также называемый голубой фриттой, который получают путём сплавления (или спекания) оксида кремния, меди, извести и щёлочи, например соды. Продукт могли измельчать и использовать в качестве пигмента:109.
Древние египтяне изготавливали широкий спектр предметов из стекла с большим мастерством, но не ясно, разработали ли они процесс самостоятельно. Неясно также, делали ли они собственное сырое стекло или просто импортировали предварительно сделанные слитки, которые они затем переплавляли. Тем не менее, они обладали техническими знаниями в области изготовления стекла, а также добавлении микроэлементов, для контроля цвета готового продукта. Диапазон цветов, которые они производили, включал жёлтый, красный, зелёный, синий, фиолетовый и белый, стекло могло быть также прозрачными или непрозрачными:125.

### Судостроение
Древние египтяне знали, как собрать деревянные доски в корпус корабля и освоили передовые формы судостроения ещё в 3000 году до н. э. Американский археологический институт сообщает, что некоторые из самых старых раскопанных кораблей известны как лодки из Абидоса. Это группа из 14 обнаруженных судов в Абидосе, которые были построены из деревянных досок «сшитых» вместе. Обнаруженные египтологом Дэвидом О’Коннором из Нью-Йоркского университета, тканые ремни, использовались, чтобы соединять вместе доски, а между ними клали папирус или траву для герметизации швов Поскольку все корабли захоронены вместе и рядом с погребением, фараона Хасехемуи, изначально считалось, что они принадлежали ему, но одно из 14 судов датируется 3000 годом до н. э.; керамические банки, похороненные вместе с кораблями также подтверждают более раннюю датировку. Корабль, датированный 3000 годом до н. э., имел длину 23 м и, как теперь полагают, возможно, принадлежал более раннему фараону. По словам профессора О’Коннор, 5000-летний корабль, возможно, даже принадлежал фараону Хор Аха.
Древние египтяне также знали, как собрать деревянные доски с нагелем, чтобы скрепить их вместе, используя пек чтобы законопатить швы. «Солнечные ладьи» — два полноразмерных гребных судна, запечатанных в тайниках у подножия пирамиды Хеопса около 4,5 тыс. лет тому назад (около 2500 года до н. э.), возможно, выполняли символическую функцию солнечной барки. Древние египтяне также знали, как закрепить доски этого корабля вместе с помощью цапфы. Несмотря на то, что древние египтяне могли строить большие лодки и плавать вдоль лёгкого в навигации Нила, они не были прославленными мореходами и не участвовали в широком распространении судоходства в Средиземном или Красном море.
Большие морские корабли египтяне использовали как правило для торговли с городами-государствами Восточного Средиземноморья, особенно с Библом (побережье современного Ливана), и в экспедициях через Красное море в страну Пунт. Одним из самых ранних египетских слов для обозначения морского судна было «Библский корабль», первоначально обозначавшее класс египетских морских судов, использовавшихся для плаванья в Библ, однако, к концу Древнего царства, этот термин распространялся на все большие морские суда, независимо от их назначения.
В 2013 году команда франко-египетских археологов обнаружила на побережье Красного моря в районе Вади-эль-Джарф предположительно древнейший порт в мире, возрастом примерно 4500 лет.

### Математика
Древнейшие древнеегипетские математические тексты относятся к началу II тысячелетия до н. э. Математика тогда использовалась в астрономии, мореплавании, землемерии, при строительстве зданий, плотин, каналов и военных укреплений. Денежных расчётов, как и самих денег, в Египте не было. Египтяне писали на папирусе, который сохраняется плохо, и поэтому наши знания о математике Египта существенно меньше, чем о математике Вавилона или Греции. Вероятно, она была развита лучше, чем можно представить, исходя из дошедших до нас документов — известно, что греческие математики учились у египтян.
Дошедшие до нас тексты, такие как папирус Ахмеса и Московский математический папирус, показывают, что древние египтяне могли выполнять четыре основные математические операции — сложение, вычитание, умножение и деление, а также оперировать с дробями, вычислять объёмы прямоугольных параллелепипедов и пирамид и площади поверхностей прямоугольников, треугольников и кругов, решить простые системы уравнений. Им были известны основные принципы алгебры и геометрии:222.
Одним из крупных достижений египетской математики было развитие десятичной системы счисления. В египетской письменности уже существовали особые знаки для обозначения чисел 1, 10, 100, 1000, 10 000, 100 000 и даже миллиона, обозначавшегося фигуркой человека, поднявшего руки в знак удивления. Очень характерны для форм египетской математики своеобразные единицы длины — палец, ладонь, ступня и локоть, между которыми египетские математики установили определённые взаимоотношения. Математические знания широко использовались в искусстве.
Математическая запись была десятичной и основывалась на иероглифических знаках для каждой степени десятки от десяти до миллиона. Каждый из них мог быть написан столько раз, сколько необходимо, чтобы добавить до нужного количества:217. Из-за таких методов расчёта египтяне не могли работать с большинством дробей с числителем больше единицы, им приходилось записывать такие дроби в виде суммы нескольких дробей. Этому способствовали стандартные таблицы значений:218. Некоторые общие дроби, однако, записывались с помощью специального знака — эквивалента современных двух третей.
Древние египетские математики понимали принципы, лежащие в основе теоремы Пифагора, зная, например, что треугольник имеет прямой угол, противоположный гипотенузе, когда его стороны относятся как 3:4:5. Они смогли рассчитать площадь круга путём вычитания одной девятой от его диаметра и возведения в квадрат результата:
| {\displaystyle S=\left[\left({\frac {8}{9}}\right)D\right]^{2}=\left({\frac {256}{81}}\right)r^{2}\approx 3{,}16r^{2},} |

что является достаточным для практических целей (с погрешностью менее процента) приближением формулы {\displaystyle \pi r^{2}}.
Золотое сечение, кажется, нашло отражение во многих египетских сооружениях, в том числе пирамидах, но его применение могло быть непреднамеренным следствием древней египетской практики комбинированного использования узловатых верёвок с интуитивно понятным чувством меры и гармонии.

### Астрономия
Некоторые знания имели древние египтяне и в области астрономии. Частые наблюдения за небесными светилами приучили их отличать планеты от звёзд и даже дали им возможность установить карту звёздного неба. Такие звёздные карты сохранились на потолках различных зданий, главным образом гробниц и храмов. Одним из лучших образцов такой «астрономической карты» древних египтян является роспись потолка гробницы вельможи времени XVIII династии Сенмута. В центре северной части здесь можно различить созвездия Большой и Малой Медведицы с известной египтянам Полярной Звездой, в южной части неба изображены Орион и Сириус (Сотис) в виде символических фигур, как, впрочем, всегда изображали созвездия и звёзды древнеегипетские художники. Замечательные звёздные карты и таблицы расположения звёзд сохранились и на потолках царских гробниц XIX и XX династий. При помощи таких таблиц расположения звёзд, а также пользуясь визирным, пассажным инструментом два египетских наблюдателя, сидящие в направлении меридиана, определяли время ночью. Днём время определяли при помощи солнечных или водяных часов (позднейшая «клепсидра»). Древними картами расположения звёзд пережиточно пользовались и значительно позднее, в греко-римскую эпоху; такие карты сохранились в поздних храмах в Эдфу и в Дендера. Астрономические знания дали египтянам возможность установить особый календарь. Египетский календарный год делился на 12 месяцев, содержащих по 30 дней каждый, причём к концу года добавлялось 5 праздничных дней, что давало в общей сложности 365 дней в году. Таким образом, египетский календарный год отставал от тропического на четверть суток. Эта ошибка в течение 1460 лет становилась равной 365 дням, то есть одному году.

### Медицина
Значительное развитие получила в Египте медицина. Изучение человеческого тела, облегчавшееся вскрытием трупов при мумификации, давало возможность врачам более или менее правильно подходить к вопросам строения и функционирования человеческого организма. Постепенно появляются первые знания в области анатомии, которые зафиксированы в целом ряде анатомических терминов.
В египетских медицинских текстах подробно описываются желудочно-кишечные болезни (дизентерия), болезни дыхательных путей (хронический кашель, астма), кровотечения, ревматизм, скарлатина, глазные болезни (катаракта — «поднятие воды в глазах»), кожные болезни (гангрена, жировые опухоли, мокрая экзема), «опухоль одного дня», главным признаком которой был «острый зуд во всём теле или на одном месте», и множество других болезней.
Один из старейших образцов древней медицинской литературы Папирус Эдвина Смита (ок. XVI до н. э.) рассматривает 48 травматических случаев, каждый с описанием физического обследования, лечения и прогноза. Папирус содержит первое известное описание черепных швов, мозговой оболочки, внешней поверхности мозга, спинномозговой жидкости и внутричерепных пульсаций. Также имеются магические заклинания от чумы. Используя множество эмпирических наблюдений, египетские врачи, однако, не могли ещё полностью отрешиться от древней магии. Лечение при помощи лекарств обычно соединялось с магическими заклинаниями и обрядами.
В сборнике медицинских документов Папирус Кахуна прослеживается структура медицинского наблюдения от диагноза, описания симптомов до назначения терапии. Гинекологический папирус (ок. 1850 до н. э.) перечисляет 17 диагнозов женских заболеваний, 17 симптомов беременности, рецепты для зачатия, контрацепции или предписания к лечению истерии.
Ветеринарный папирус (ок. 1800 до н. э.) является древнейшим из известных ветеринарных медицинских документов человечества и содержит первое описание чумы КРС. Среди прочих пациентов названы рыба, гусь и собака.